# Ambientalismo no Rio Grande do Sul

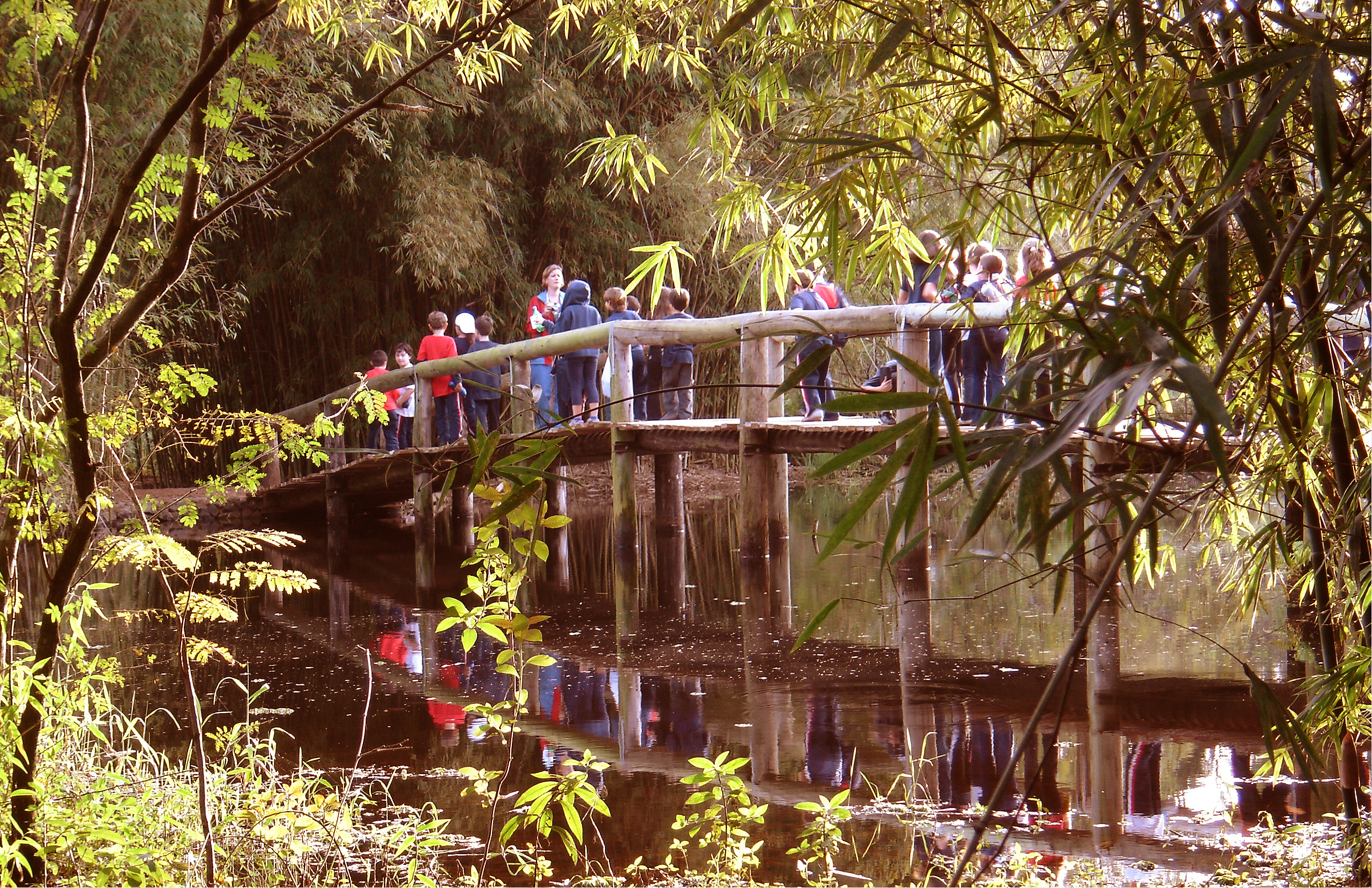
Educação ambiental para escolares no Jardim Botânico de Porto Alegre

Ambientalismo no Rio Grande do Sul refere-se ao movimento constituído por cientistas e leigos em defesa do meio ambiente do estado brasileiro do Rio Grande do Sul. Embora haja alguns registros de protestos contra a destruição ambiental já no século XIX, um movimento mais consistente só tomou corpo em meados do século XX, acompanhando os avanços científicos e constatando que a destruição e ameaças emergentes nesta altura já eram significativas. Desde então o ambientalismo vem se revelando um tema de crescente apelo popular. 
Pioneiro do ambientalismo (ou movimento ecológico) brasileiro, o estado tem uma insigne história neste campo, e apresentou muitas vezes propostas inovadoras. Rico em biodiversidade, o Rio Grande do Sul desenvolve uma série de iniciativas para o fomento das pesquisas, do ensino e da divulgação de conceitos ecológicos, tanto nas instâncias públicas como nas privadas; o governo já realizou e realiza grandes investimentos em projetos de várias naturezas, como em saneamento básico, na recuperação de zonas degradadas e na criação áreas protegidas; existem inúmeras associações, cooperativas e ONGs ambientalistas, que promovem o ativismo e apresentam resultados práticos promissores, e o tema é desenvolvido nas escolas e comunidades, em geral com boa receptividade.
No entanto, o estado também enfrenta graves problemas de poluição, desmatamento e desertificação, entre outros, e vem sofrendo os impactos do progressivo aquecimento global, que colocam desafios importantes para o seu desenvolvimento futuro, além de ter uma longa listagem de espécies ameaçadas, muitas delas já consideradas extintas localmente ou em processo de iminente desaparecimento. Além disso, a aplicação das leis muitas vezes é precária, dificultada por carências crônicas de recursos humanos e materiais, e denúncias de abusos são frequentes. As controvérsias sobre o tema também são grandes, gerando impasses, poderosos interesses políticos e econômicos contrários dificultam os avanços, e existem resistências de origem cultural. Em anos recentes a legislação ambiental estadual vem sendo drasticamente fragilizada. Muito ainda precisa ser feito para que a sociedade consiga articular e sedimentar um modelo de vida sustentável em larga escala, preservando o patrimônio natural rio-grandense para as gerações vindouras e revertendo, na medida do possível, os extensos danos que já foram causados.

## História da conscientização ambiental no estado

### Antecedentes

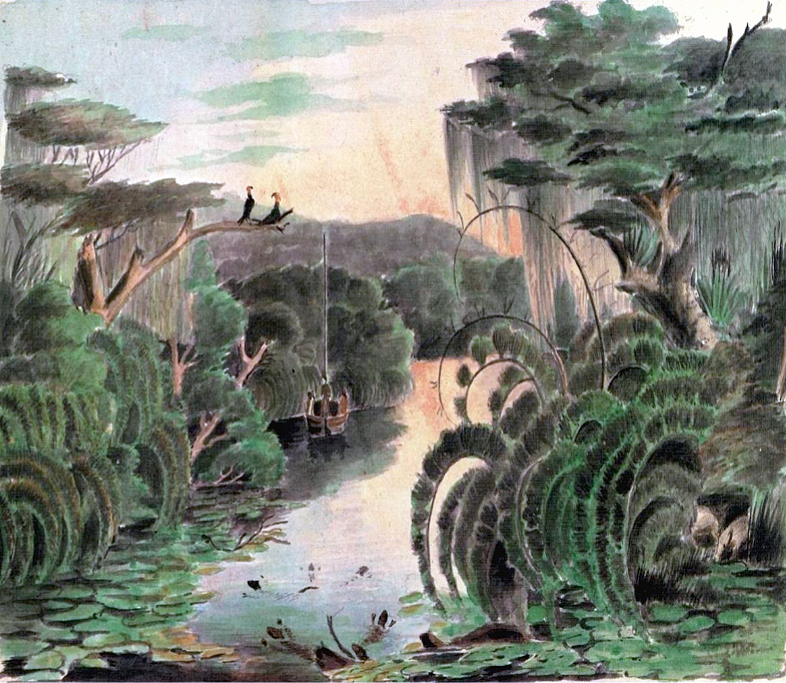
Mata virgem no centro do estado em 1851, aquarela de Herrmann Rudolf Wendroth

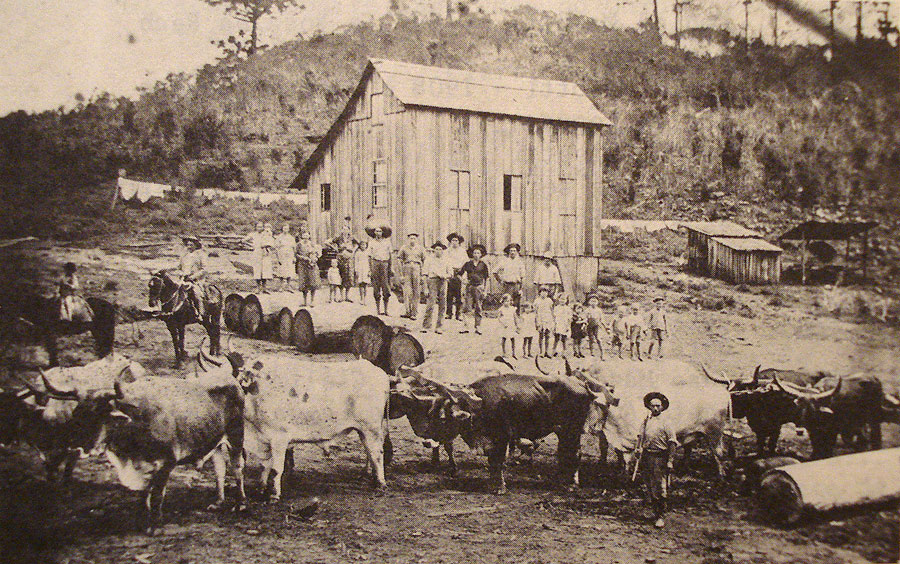
Colonos italianos transportando toras de araucária. Ao fundo, a mata já devastada

Sobrevivem muitos relatos de viajantes e exploradores dos séculos passados a respeito da riqueza da fauna e flora, e da beleza da paisagem do Rio Grande do Sul. No século XVII jesuítas acusavam a existência de antas no litoral. Em 1703 Domingos da Filgueira ensinava a tirar proveito da abundância de veados e capivaras da campanha. Em 1738 provisões do governo tratavam de proteger o povo da região de Rio Grande e Pelotas das onças que por lá viviam em grande número, e início do século XIX o viajante Nicolau Dreys relatava lá a existência de caçadores que ainda vendiam cinquenta couros do felino por mês. Em 1857 Avé-Lallemant espantava-se com a quantidade de aves vivendo nas margens da lagoa dos Patos, ainda cobertas de mato, e deliciava-se com a exuberância da flora na região de São Leopoldo. No fim do século XIX ainda eram pescadas tainhas em Porto Alegre e dourados no rio dos Sinos. Quando iniciou a colonização italiana na serra do nordeste, a partir de 1875, a região era virgem e coberta pela floresta de araucária.
Muito dessa riqueza já não existe. Florestas e animais desapareceram, a poluição tomou conta de muitos rios, a urbanização, a pecuária e a agricultura avançam alterando profundamente a paisagem primitiva. A consciência ambiental tardou a se formar, embora alguns daqueles viajantes já apontassem os perigos da exploração desenfreada do meio ambiente. Reinhold Hensel, chegando ao estado em 1865, foi um deles, e em seus escritos registrou que as aves que Lallemant descrevera como abundantes há menos de uma década já eram escassas, que os morros de Porto Alegre, também antes cobertos de árvores, já estavam em grande parte tomados pela vegetação rasteira, e, ao observar a maneira como se processava a colonização alemã no vale dos Sinos, expressou uma preocupação profética:
"Com a frequentemente mencionada precariedade na construção de estradas e pontes, contrasta a falta de consideração com que são destruídas as florestas na instalação e alargamento das colônias, de modo que a madeira para construção, pelo menos nas picadas mais antigas, já começa a ficar rara. [...] Não se pode proibir ao colono que desmate a sua terra ao seu bel prazer, apenas teria sido tarefa do governo agir de forma mais cuidadosa [...] e considerar a eventualidade de que mais cedo ou mais tarde, com os métodos atuais, haveria falta de madeira e de água nos distritos florestais destinados ao cultivo agrícola. Com o lento, porém crescente desmatamento das partes altas da floresta, ocorre a redução das precipitações atmosféricas regulares, e já agora encontram-se, não raramente, nos morros entre as picadas, os vestígios de antigos riachos, cujas fontes secaram desde a fundação das colônias. [...] Antigamente a floresta protegia a cobertura rica em humus do solo da serra, mas agora ele está exposto às chuvaradas e é carregado cada ano mais para os vales, de maneira que todas as partes mais altas das florestas desmatadas se tornarão impróprias para o cultivo, e mesmo para a silvicultura, [...] porém a miopia dos brasileiros em todas as coisas da economia nacional não lhes permite este olhar para o futuro".

### Início do movimento

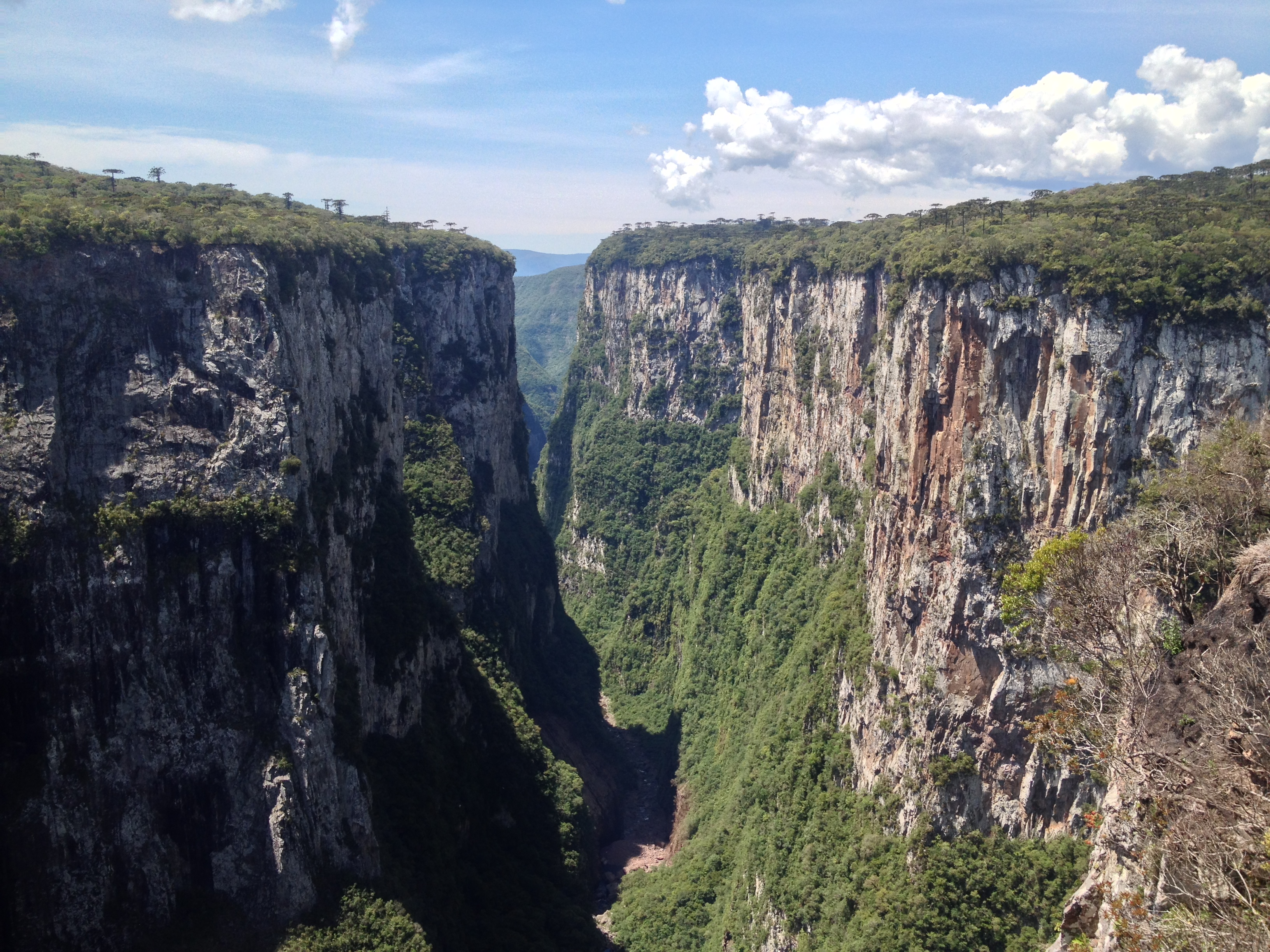
Cânion do Itaimbezinho no Parque Nacional dos Aparados da Serra.

Panfleto da União Protetora da Natureza contra a matança de passarinhos.

Apesar de nos anos 40 já haver significativa legislação ambiental em nível nacional, notadamente o Código Florestal (1934), no estado a conscientização ainda era praticamente nula. Mas nesta época apareceu o padre Balduíno Rambo. Em monografia de 1941 denunciou a ação predatória da indústria madeireira no vale do rio Uruguai e recomendou a criação de dois parques florestais, um no alto Uruguai, e outro nos Aparados da Serra. No seu clássico A Fisionomia do Rio Grande do Sul (1942), dedicou seu último capítulo à "Proteção da Natureza", defendendo a proteção dos monumentos naturais, as espécies ameaçadas e a integração entre homem e natureza, dizendo: "Um povo que descuidasse desse elemento teria falta de um requisito essencial da verdadeira cultura humana total", e seria indigno da abundância da terra, "como a pródiga mão do Criador o presenteou". Ele foi um pioneiro, antecedendo os estudos ecológicos de Wanderbilt Duarte de Barros, primeiro diretor do Parque Nacional de Itatiaia, o primeiro parque nacional a ser fundado.
Mais ou menos na mesma altura, surgiu o primeiro fiscal ecológico do estado, Henrique Luís Roessler, contador da Delegacia Estadual de Portos, que, por iniciativa própria, nos fins de semana dedicava-se a observar as atividades de caça e pesca, conseguindo credenciamento junto ao Ministério da Agricultura para atuar oficialmente como fiscal. Perdeu-o, entretanto, ao multar sem autorização curtumes que poluíam os rios da região de São Leopoldo. Em 1955 ele fundou a União Protetora da Natureza, a primeira entidade ambientalista do Brasil, e em seguida começou a publicar panfletos e uma série de artigos sobre temas ecológicos no jornal porto-alegrense Correio do Povo, conseguindo impressionar em alguma medida a opinião pública e apelando à adesão de voluntários. Aos que não podiam se engajar, suplicava pelo menos "uma prece pela natureza moribunda, pedindo que o Onipotente misericordioso modifique a mentalidade predadora de nosso povo".
Roessler escreveu seu último artigo em 1963, e logo em seguida, com o golpe militar de 1964, os movimentos sociais brasileiros foram desarticulados, dissolvendo-se também o movimento ambiental incipiente. Porém, entre as organizações que apoiaram o golpe estava a Ação Democrática Feminina Gaúcha (ADFG), liderada na década de 1970 por Magda Renner, que veio a se revelar uma ativa defensora do meio ambiente. Ela foi influenciada no direcionamento de seu trabalho ecológico por uma palestra de José Lutzenberger proferida em 1972 na Associação dos Agrônomos de Porto Alegre. Lutzenberger já se destacava no movimento nacional, tendo publicado artigos em jornais e fundado em 1971 a Associação Gaúcha de Proteção ao Ambiente Natural (Agapan), junto com outros simpatizantes da causa, em particular Augusto Carneiro. Principalmente a esses ativistas se deve o ressurgimento da consciência ambiental no estado, numa época em que os problemas ambientais no Brasil se tornavam graves, e tornando o Rio Grande do Sul o pioneiro do movimento ecológico brasileiro.

A Borregaard, fábrica de celulose em Guaíba. Ganhou má fama como centro de uma luta ecológica nos anos 1970. O mau cheiro de suas emissões gasosas chegava à capital e gerava protestos, além de despejar efluentes líquidos no lago. Foi fechada em 1973 por força da mobilização popular.

As duas associações desenvolveriam uma longa e frutífera série de campanhas de conscientização, ligadas a um processo maior de construção da cidadania consciente, quando o regime militar estava em sua fase mais dura. Segundo Maria Cristina da Silva, a questão ambiental desempenhou um papel de canalizador para a população, impedida de expressar suas preocupações, anseios e inseguranças: "O movimento ecológico foi a causa que uniu todas as queixas". Magda Renner recordou que era necessário atuar com uma estratégia especial: "Nós embrulhávamos muito bem as questões em 'papel cor-de-rosa' porque íamos para a rua, quando era proibido qualquer demonstração de rua", conseguindo resultados importantes. Como exemplo, em 1974 a ADFG e a Agapan lideraram um movimento em defesa das ilhas do Guaíba que resultou na criação do Parque Estadual do Delta do Jacuí em 1976. Em 1975 a ADFG realizou o primeiro encontro ecológico nacional, reunindo mais de quinhentas pessoas, e onde se apresentou um projeto pioneiro de reciclagem de lixo doméstico, dez anos antes de qualquer iniciativa governamental semelhante no Brasil, e em 1978 mobilizou o país, incluindo vários órgãos governamentais, quando se desencadeou a "maré vermelha" em Hermenegildo, no litoral sul do estado. A Agapan, por sua vez, promovia reuniões e palestras semanais em sua sede, divulgando estudos e distribuindo milhares de panfletos, e tornou-se notória em sua luta pela preservação do lago Guaíba, combatendo particularmente a fábrica de celulose Borregaard [en] (hoje Riocell), recebendo a colaboração espontânea até de funcionários do governo. O caso se tornou emblemático. Para Dorfman &  Stanislawski, foi "uma das mais importantes lutas ecológicas da história" e, de acordo com Lilian Dreyer, quando a empresa se instalou, mesmo sendo aclamada como a alavanca do arranco desenvolvimentista estadual,
"Sem o pressentir, solidificou um dos mais combativos movimentos de resistência ecologista que o Brasil já conheceu, e inaugurou um inédito processo de revisão de métodos produtivos. [...] Em pouco tempo tornou-se uma espécie de inimigo público número um. [...] Seria difícil pensar em alguma campanha pré-deliberada que rendesse tamanha exposição na mídia a um movimento emergente. [...] No fim de 1973, o secretário da Saúde do Estado foi pessoalmente interditar a fábrica, a partir de então jogada num ciclo de sanções que resultaram na efetivação de controles ambientais".

### Expansão e maturidade

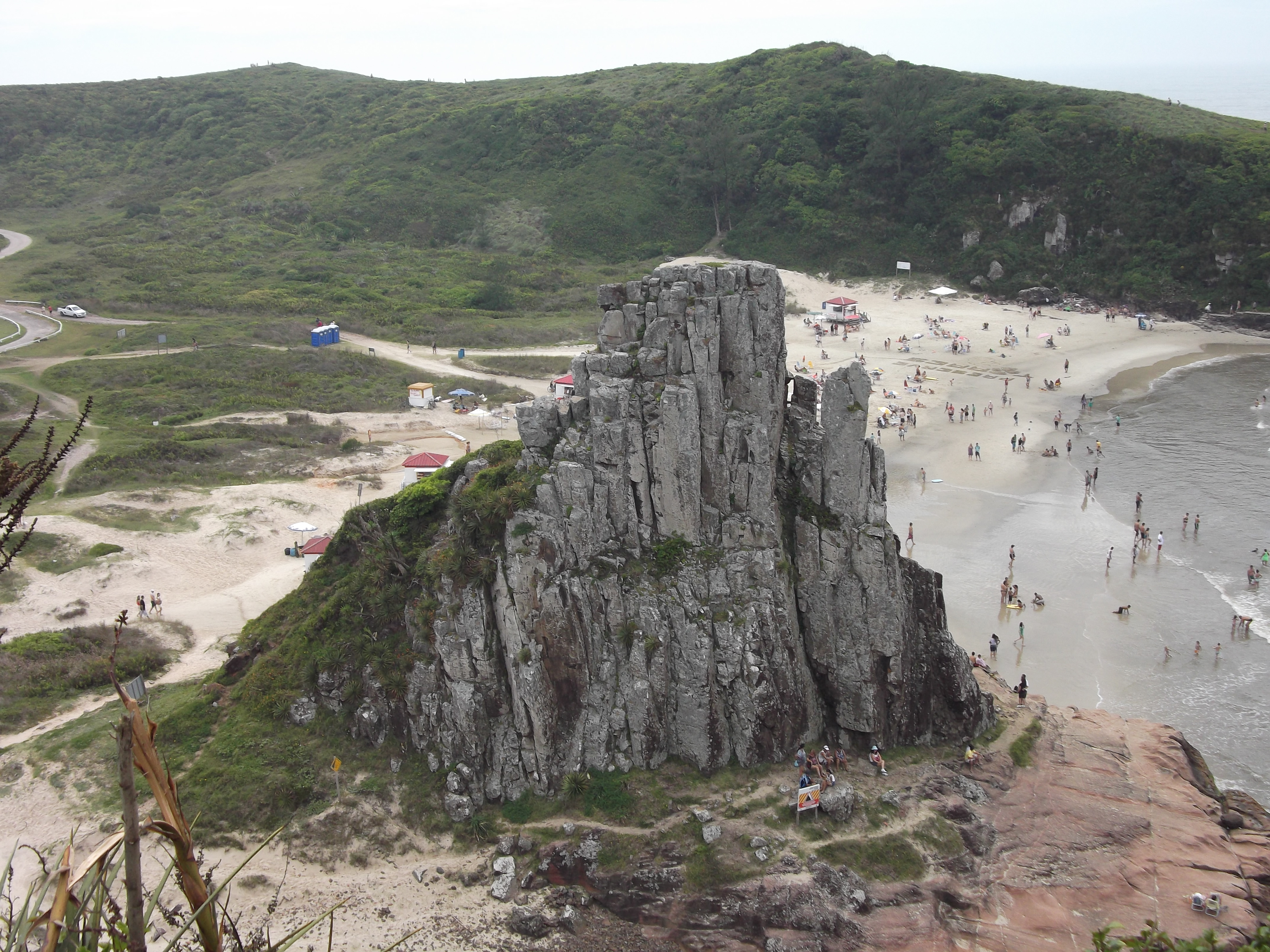
Praia da Guarita, em Torres, inserida no Parque da Guarita

As atividades de Magda e de Lutzenberger valeram-lhes projeção nacional e internacional. Lutzenberger palestrava por todo o país, ao mesmo tempo em que produzia grande quantidade de artigos. Lançando em 1976 o livro Fim do Futuro? ou Manifesto Ecológico Brasileiro, consolidou sua liderança no Brasil, desenvolvendo um estilo contundente de crítica amparado em dados científicos. Em 1977, em grande parte por sua iniciativa, fundou-se o Parque Estadual da Guarita, em Torres, e em 1987, já desligado da Agapan, criou a Fundação Gaia. Mais tarde integrou o governo Collor como Secretário do Meio Ambiente, convidando Magda para participar da equipe do Conselho Nacional do Meio Ambiente. Ela na mesma época ocupou um lugar no comitê brasileiro de ONGs do Bird.
Enquanto isso, começavam a surgir outras organizações. Em 1974 foi criado na Universidade Federal do Rio Grande do Sul o Núcleo Interdepartamental de Estudos Ecológicos, em 1978 criava-se a Coolméia, uma cooperativa de consumidores e agricultores que lutavam contra o uso de agrotóxicos e ofereciam produtos cultivados naturalmente, ao mesmo tempo em que surgiam várias reservas ecológicas, como a Reserva Biológica do Lami José Lutzenberger, da prefeitura de Porto Alegre, e outras administradas pelo governo estadual, como o Parque Estadual do Camaquã, o Parque Estadual do Podocarpus, o Parque Estadual do Espinilho e o Parque Estadual do Ibitiriá. A imprensa estadual se mostrava especialmente receptiva e dava grande espaço para notícias relativas ao assunto, muitas vezes num tom emocional, como se depreende de manchetes da década de 70: "Desmatamento: Amazônia poderá virar deserto", "Agonia dos nossos rios", "Salvar a natureza para salvar o ser humano", "Poluição: a morte que vem do ar". Esse noticiário se tornou frequente, e se bem que os jornais aproveitassem os problemas para vender mais, indicava também uma dramática mudança na opinião pública, que se tornava muito interessada, sensibilizando-se em larga escala.

Logotipo do Partido Verde

Na década seguinte alguns políticos com plataformas ambientalistas conseguiram se eleger vereadores em Porto Alegre, iniciando uma tradição em 1982 com Caio Lustosa, filiado ao PMDB. O movimento começava a buscar uma organização em escala mais ampla, agendando vários encontros em 1984, que indicavam um certo desvanecimento dos rigores puristas de afastamento do governo do início em favor de uma de participação mais ativa nas decisões políticas, na esteira do movimento nacional pelas eleições diretas para presidente. Esses encontros ocorreram também em outros estados, e sua tônica era o diálogo entre os vários setores da sociedade, a definição de ações prioritárias e formas de influenciar o projeto Constituinte, debatendo também a necessidade da fundação de um Partido Verde (ocorrida em 1986). Em 1985 o movimento gaúcho conseguiu ganhar espaço para questionamento independente dos candidatos ao governo da capital. Crescia nesta década a participação de estudantes universitários, da imprensa, dos sindicatos, das associações de bairro, das comunidades rurais alternativas e dos "sem-terra", que cada vez mais influíam nas ações dos governos estadual e municipais. Articulava-se uma integração nacional do ativismo, que, segundo Eduardo Viola e Ailton dos Santos, mostrava sinais de maturidade, tornava-se multidisciplinar e se direcionava para a socioecologia.
A partir de meados dos anos 1980 as ONGs de agricultura alternativa começavam a se estruturar para buscar novas maneiras de cultivo, aparecendo também iniciativas ligadas à Igreja Luterana e órgãos do governo em várias regiões, e nos anos 1990 as associações ambientalistas se multiplicavam pelo estado. Um estudo de 1995 desenvolvido por Claudia Schmitt indicou a existência de 50 entidades cadastradas no Fundo Nacional do Meio Ambiente, mas segundo a pesquisadora esse número devia ser bem maior, pois muitas associações pequenas não formalizavam cadastro. A pesquisa revelou que a maior parte dos ativistas pertencia à classe média intelectualizada, e as associações possuíam uma natureza bastante heterogênea, atuando em questões políticas, educacionais, organização popular, assessoria e defesa dos direitos humanos. Eram sustentadas em grande parte por contribuições dos associados, muitas vezes enfrentam carência crônica de recursos e não apresentam um grau significativo de profissionalismo. Na década de 1990 ainda merece uma nota o lançamento do ambicioso Programa Pró-Guaíba, concebido na década anterior por influência do movimento ambientalista. Com ele o governo pretendia introduzir melhorias na qualidade de vida e restaurar o equilíbrio ecológico de toda a região da bacia hidrográfica do lago Guaíba, a mais populosa e poluída do estado, com mais de 250 municípios que respondem por cerca de 70% do PIB estadual. O primeiro módulo investiu mais de 222 milhões de dólares, 60% oriundos do BID, em saneamento, áreas protegidas, manejo de solos e de resíduos sólidos, entre muitas outras obras. Como apontou o professor André Silveira, diretor do Instituto de Pesquisas Hídricas da UFRGS, o Programa tinha de especialmente positivo o fato de que tentava tratar as causas da poluição de uma forma integrada, num modelo sustentável, mas lamenta que a segunda etapa tenha sido cancelada por falta de recursos estaduais para a necessária contrapartida.

## Iniciativas recentes
Entre avanços e recuos, a consciência ecológica parece ter vindo para ficar. Além da legislação, das áreas protegidas e do ativismo, várias iniciativas públicas e privadas em anos recentes vêm promovendo a gestão e a fiscalização de recursos naturais, a educação ambiental e a conscientização em larga escala, e instilam na população um novo senso de responsabilidade social, com medidas práticas que mudam o cotidiano de muitas pessoas e promovem a conservação do meio ambiente. O próprio Código Estadual do Meio Ambiente declara, em seu artigo 1º, que se o direito a um ambiente equilibrado é comum a toda a sociedade, também é uma responsabilidade de todos agir para sua preservação:
"Todos têm direito ao meio ambiente ecologicamente equilibrado, bem de uso comum do povo e essencial à sadia qualidade de vida, impondo-se ao Estado, aos municípios, à coletividade e aos cidadãos o dever de defendê-lo, preservá-lo e conservá-lo para as gerações presentes e futuras, garantindo-se a proteção dos ecossistemas e o uso racional dos recursos ambientais".
O mesmo princípio está consagrado na Constituição federal, em seu artigo 225. Podemos citar algumas das iniciativas a que se aludiu, sem pretender esgotar tema tão vasto:

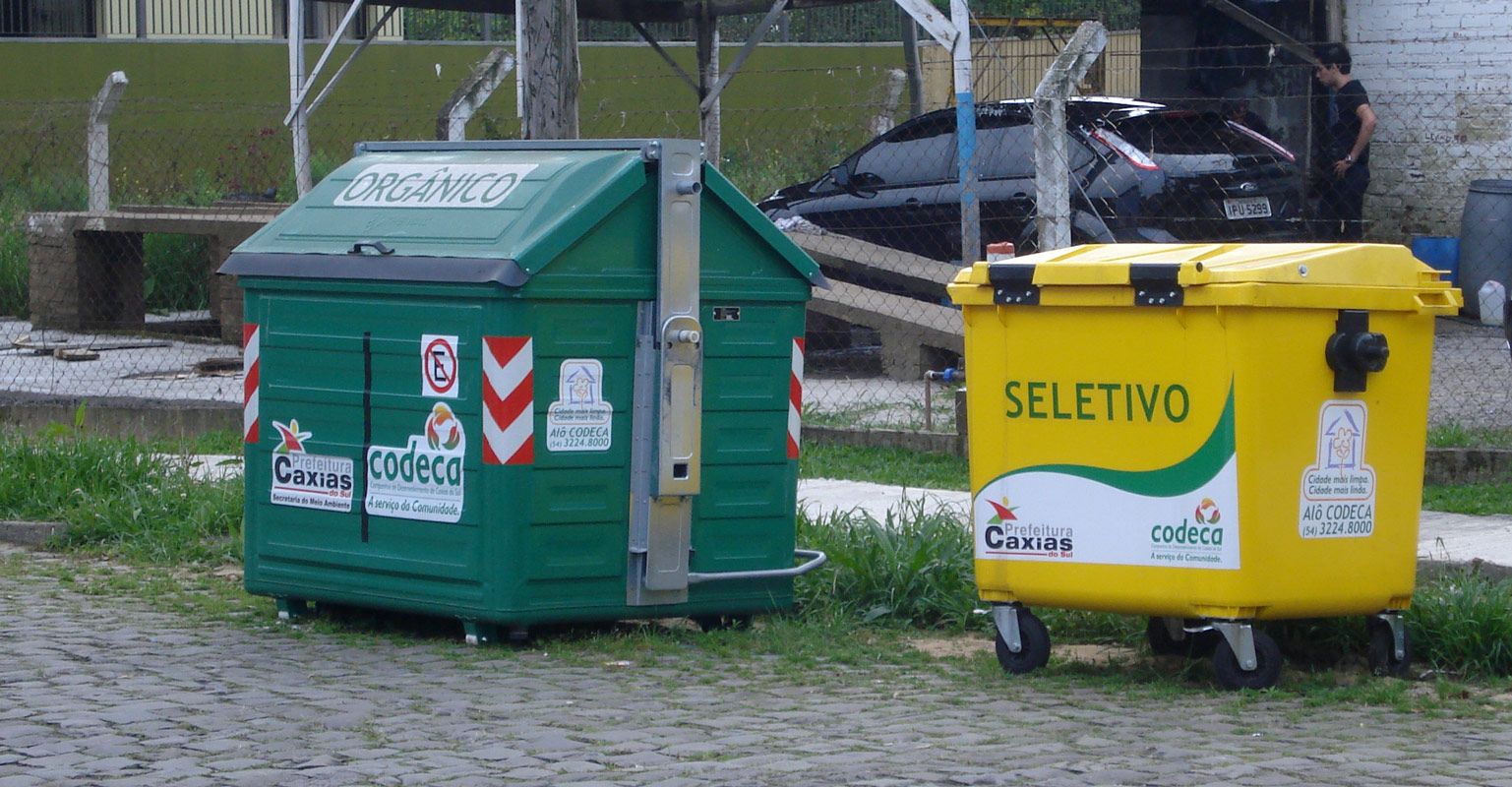
Coleta seletiva de lixo em Caxias do Sul

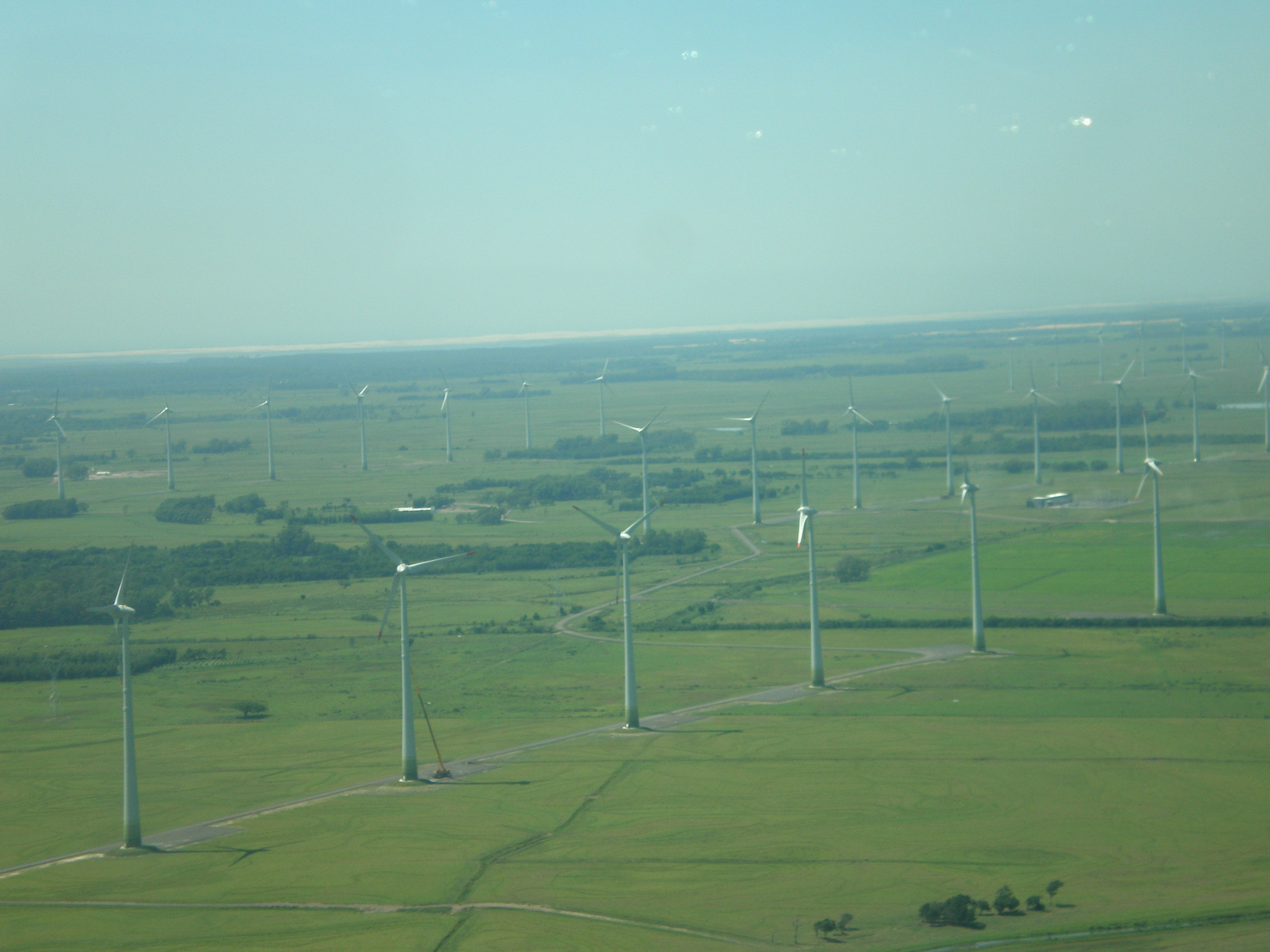
Parque eólico de Osório

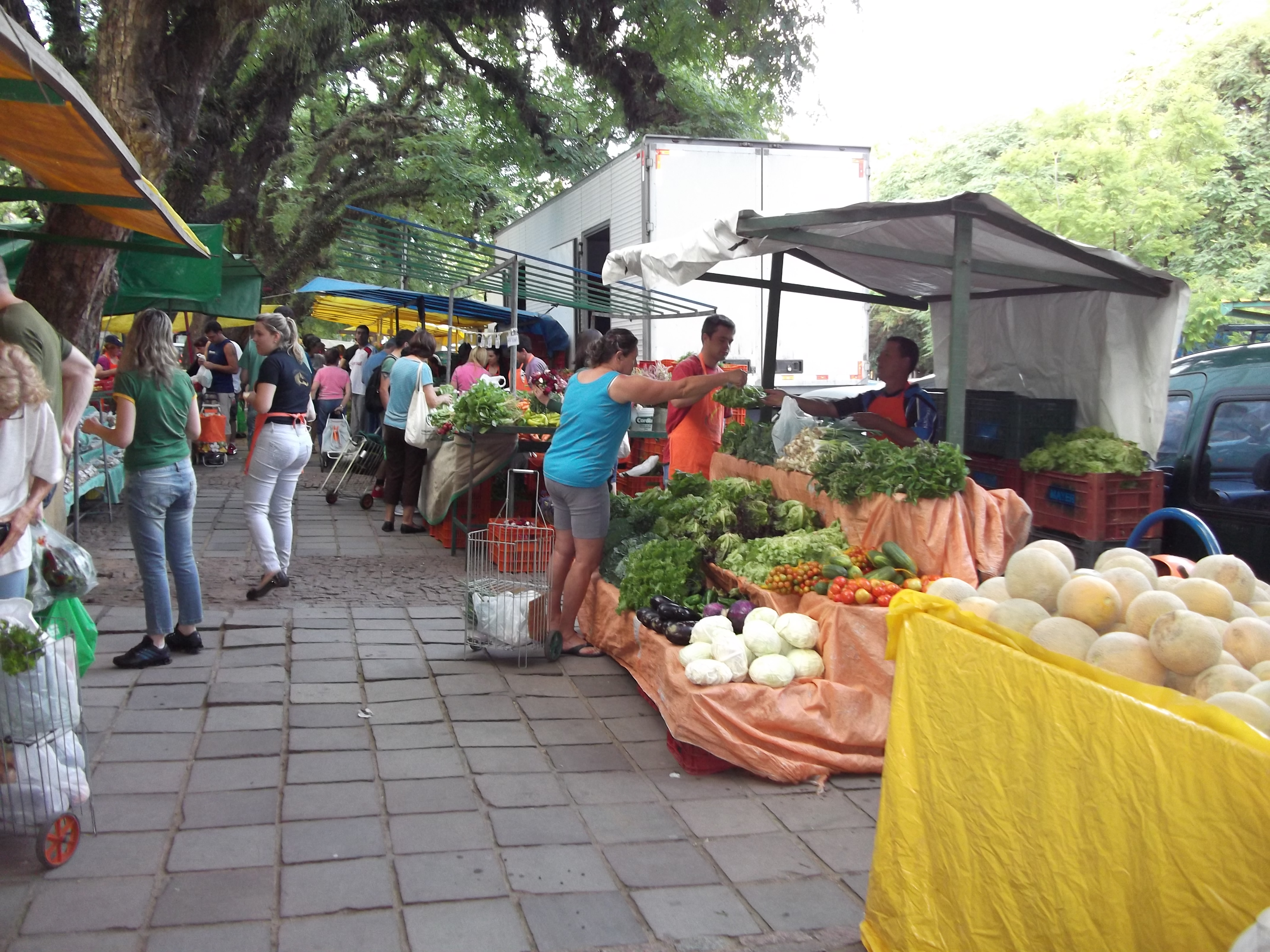
Feira ecológica em Porto Alegre

Já existem programas de coleta seletiva e reciclagem de lixo, dando uma destinação diferenciada a cada tipo de material e reaproveitando-o, com crescentes sinais de aprovação e adesão popular em Porto Alegre e muitas outras cidades. Uma pesquisa de 2000 indicou que 30% dos municípios gaúchos contavam com coleta seletiva e 22% com reciclagem, em uma proporção muito superior à média nacional (respectivamente 8,2% e 6,4%) e somando 31% do total de municípios do Brasil com esses serviços.
Tem surgido um crescente interesse em energias renováveis e mais limpas, embora o estado neste ponto esteja atrás da tendência nacional. Desde 2007 Osório tem o maior parque eólico da América Latina, e outras regiões, como Palmares do Sul, Viamão, Jaguarão, Piratini e Santana do Livramento, já estão desenvolvendo testes e estudos para implantação de usinas semelhantes, considerando o alto potencial do estado nesse setor, com 15% do total estimado para o Brasil. Em 2011, 58 projetos de parques eólicos foram submetidos a leilão, que resultou na contratação de 42 projetos, com capacidade instalada total de 1.211,5 MW, cerca de um terço da demanda média de energia do estado. Outros projetos têm previsto a ampliação da produção de biodiesel, considerando a obrigatoriedade da adição de 2% deste óleo ao diesel comum nos combustíveis nacionais. O estado é grande produtor de soja, responsável por 86% do óleo produzido localmente. Além de incentivar a agricultura, fixa a produção no mercado interno e tem como subproduto o farelo de soja, que pode ser usado na alimentação de animais. Passo Fundo é o sexto produtor nacional de biodiesel, com 8% do total.
No que toca à agricultura sustentável, já existem projetos ativos desde a década de 1980, procurando meios de cultivo alternativos e compatíveis com os conceitos ecológicos. Nas palavras de Miguel Altieri, "a discussão sobre o desenvolvimento sustentável ganhou rápido impulso em resposta ao declínio na qualidade da vida rural, bem como à degradação da base de recursos naturais associada à agricultura moderna. [...] A produção agrícola deixou de ser uma questão puramente técnica, passando a ser vista como um processo condicionado por dimensões sociais, culturais, políticas e econômicas". Nos últimos anos a tendência vêm crescendo em vista da demanda de um novo mercado consumidor e do apoio oficial. Em 2000 contavam-se com cerca de cem núcleos produtores distribuídos em todo o território, mas concentrados na serra do nordeste, num total de 2,5 mil ha em que se produzem principalmente frutas e hortaliças. Produtores de soja, trigo, feijão, milho e arroz também vêm se interessando. Em 1999, o I Seminário Estadual de Agroecologia produziu a Carta Agroecológica, documento que deu origem a um programa governamental financiado pelo Banco do Estado do Rio Grande do Sul, com investimentos significativos. Segundo Azambuja, Martins & Ferreira, o programa é inovador e tem os méritos de qualificar o sistema de abastecimento do estado, privilegiar a autonomia do agricultor, baixar os custos de produção, diminuir o impacto ambiental e promover a saúde e o exercício da cidadania, através de um sistema de gestão compartilhada. Entre as práticas comuns estão a rotação de culturas, uso de plantas recuperadoras do solo, plantio direto, adubamento orgânico, reflorestamento ciliar, criação de minhocas. Uma orientação ecológica também vem sendo notada na pecuária e na avicultura, com pastoreio rotativo, busca de alternativas para o modelo de criação confinada, uso de homeopatia para tratamento de doenças e construção de instalações ecológicas. Acompanham paralelamente essas novidades melhorias no saneamento básico, no turismo regional, no tratamento de dejetos e na proteção a nascentes. O Seminário Estadual de Agroecologia, há pouco citado, em 2011 realizou sua XII edição, e há muitos anos acontece paralelamente ao Seminário Internacional sobre Agroecologia, mantendo-se como importantes fóruns de debates avançados e local de nascimento de novas propostas através das atualizações da Carta Agroecológica.

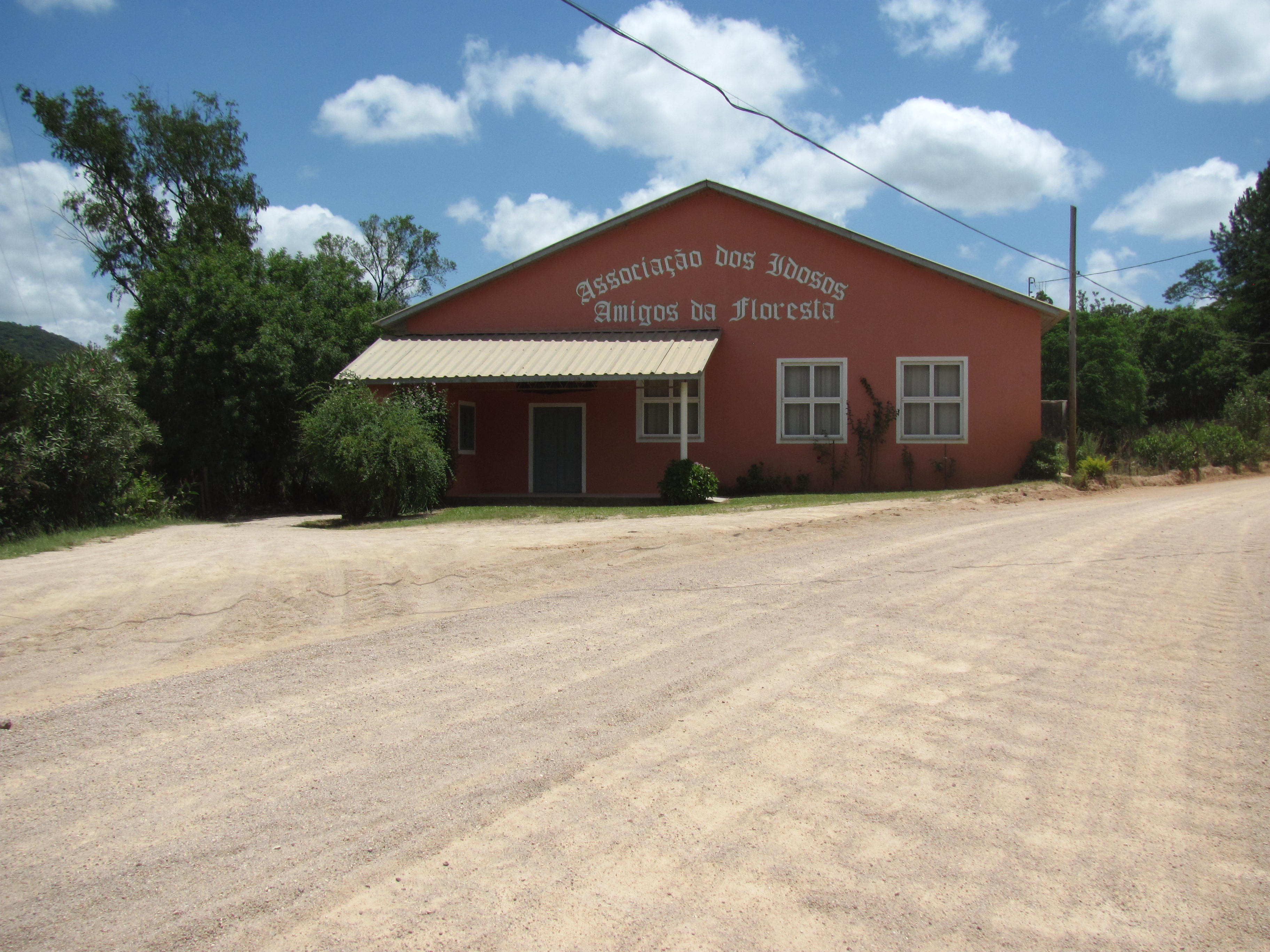
Sede da Associação dos Idosos Amigos da Floresta, em Sertão Santana.

A educação ambiental tem sido bastante incentivada em diversas áreas da sociedade. Universidades, faculdades e escolas especializadas oferecem cursos de graduação e pós-graduação, bem como cursos e oficinas para a comunidade, sobre ecologia e áreas correlatas. As escolas superiores também desenvolvem muitos trabalhos de pesquisa para solução de problemas concretos. O tema é trabalhado em escolas públicas, às vezes com bons resultados, noutras apontando dificuldades várias na ministração, recepção e aplicação dos conceitos transmitidos, órgãos do governo já fazem cursos e atividades voltados para as comunidades, e mesmo educam seus servidores para minimizar o impacto ambiental gerado pelo serviço público, a exemplo do Programa de Gestão Ambiental do Poder Judiciário Estadual. O turismo ecológico, entendido como uma forma de educação, mas também de manejo sustentado de áreas naturais, de divulgação cultural e de geração de divisas e empregos, já tem grande adesão do público, com atividades desenvolvidas em todo o estado, contando muitas vezes com o apoio oficial.
O tratamento de resíduos químicos e esgotos também está na pauta administrativa de várias cidades, evitando o despejo de materiais tóxicos e poluentes em solos e principalmente rios. Em 1999 o Greenpeace propôs o desafio de em dez anos todas as indústrias químicas brasileiras estarem tratando seus efluentes, quando a Federação das Indústrias do Rio Grande do Sul foi a única representante empresarial do Brasil a aceitá-lo. Isso, porém, não foi plenamente atingido. Contra os sensíveis progressos, ainda há muito a fazer. E apesar da existência de legislação específica e controle, às vezes ocorrem violações ou acidentes que acabam por gerar contaminações. São exemplos positivos os programas de tratamento de esgotos de Porto Alegre e Caxias do Sul, ambas grandes poluidoras, estabelecendo metas ambiciosas: a primeira pretendendo ampliar a capacidade de tratamento de 27% para 77%, e a segunda desejando até o final de 2012 tratar 86% dos seus esgotos. Vários outros projetos estão em andamento. Nas palavras de Gustavo de Mello, superintendente estadual da Fundação Nacional de Saúde, "os prefeitos querem fazer saneamento, mas faltavam os projetos. Já temos 63 contratados e vamos licitar a realização de mais 350. O tempo de chorar que ninguém faz nada acabou. Agora estamos no desafio de fazer". Porém, o progresso tem sido lento. Em 2013, nos casos citados de Porto Alegre e Caxias, apenas 24,3% e 43,6%, respectivamente, estavam sendo tratados. Em 2015 a porcentagem na capital havia melhorado, subindo para 33,3%. Os recursos hídricos de modo geral são administrados por um Sistema Estadual e monitorados por comitês regionais, que vêm conseguindo importantes melhorias na sua gestão e preservação.

## Características gerais do meio ambiente estadual

Subdivisões regionais do macrozoenamento ambiental do estado, segundo o Atlas Socioeconômico do Rio Grande do Sul: 1 - uso agrícola intensivo; 2 - campos limpos; 3 - trechos de florestas remanescentes; 4 - campos subarbustivos; 5 - uso agrícola intensivo; 6 - campos limpos; 7 - campos mistos; 8 - uso agrícola intensivo; 9 - uso agrícola intensivo; 10 - uso agrícola intensivo; 11 - uso agrícola intensivo; 12 - campos limpos; 13 - uso agrícola intensivo; 14 - dunas; 15 - campos subarbustivos; 16 - campos subarbustivos

Com 280.476 km², o Rio Grande do Sul se localiza na área subtropical, e seu relevo é dividido em basicamente duas grandes regiões que cortam o estado mais ou menos no meio numa inclinação noroeste-sudeste: o norte-nordeste, com serras e um planalto, e o sul-sudoeste, com uma grande planície, pontilhada de colinas e serras baixas. Este relevo define em linhas gerais seus dois biomas: a mata atlântica, ao norte-nordeste, e o pampa, ao sul-sudoeste. No entanto, por características regionais, eles se subdividem em macrozonas ambientais, com uma grande variedade de ecossistemas e suas faunas peculiares; contudo, largas áreas em todo o estado já foram profundamente transformadas pelo homem. Entre os ecossistemas da mata atlântica (também conhecida como floresta ombrófila densa ou mata de encosta) estão a floresta ombrófila mista, a floresta estacional decidual, a floresta estacional semidecidual e as matas de restiga ou paludosas, onde se encontram brejos e dunas. Também se incluem na mata atlântica os campos de altitude, seus banhados e áreas úmidas associadas. O pampa, por sua vez, também apresenta diversificação, composto por campos limpos, campos subarbustivos, campos mistos, savanas e matas ciliares. As macrozonas são:
- Planalto Meridional, composto basicamente por campos limpos, pastagens e campos subarbustivos, com florestas de encosta no limite com as serras, e florestas do Alto Uruguai;
- Cuesta do Haedo, com predomínio de campos limpos, pastagens e campos subarbustivos;
- Depressão Central, com campos limpos e pastagens;
- Escudo Sul-Rio-grandense, com campos subarbustivos e campos mistos, ocorrendo matas ciliares e de encosta;
- Planície Costeira, com dunas, depósitos arenosos e uma série de restingas, lagoas e lagunas.

Existem três grandes bacias hidrográficas: a bacia do rio Uruguai, pertencendo à bacia do rio da Prata e perfazendo 57% de seu território; a bacia do Guaíba, com 30%, e a bacia Litorânea, com 13% do total. A mais populosa é a do Guaíba, com um uso para atividades diversificadas, enquanto as outras são ocupadas principalmente pela agropecuária e agroindústria.

## Legislação e governo

### Breve histórico nacional
A proteção legal ao meio ambiente no Brasil na verdade é antiga, datando do tempo do Descobrimento. Como exemplo, as Ordenações Manuelinas já proibiam a caça de perdizes, lebre e coelhos, e criminalizavam o abate de árvores de fruto. Depois da instalação do Governo Geral em 1548, foram emitidos outros decretos conservadores. Durante a União Ibérica, as Ordenações Filipinas previam as penas de açoite e degredo para o corte de árvores frutíferas. Em 1605 foi regulamentado o corte do pau-brasil; uma Provisão de 17 de outubro de 1754 proibiu o corte de árvores sem exame prévio em terras da Coroa portuguesa, visando à preservação de reservas madeireiras para construção naval; em 1795 foi proibida a concessão de sesmarias em áreas florestadas próximas ao mar e aos rios, destinando-as ao uso da Coroa portuguesa; uma Carta Régia de 13 de março de 1797 reservava as araucárias para uso exclusivo da Coroa dando outras provisões para a proteção dos solos, das águas e da fauna. Em 1802 José Bonifácio recomendou o reflorestamento da costa brasileira e no ano seguinte Dom João VI ofereceu a liberdade a escravos que denunciassem o contrabando de pau-brasil. Ao longo do Império quase nada foi feito, salvo a Lei nº 601 de 1850, a primeira lei de terras do país, prevendo punição para a derrubada de matas e para as queimadas.
Apesar de bem intencionados e esclarecidos, vários desses atos oficiais do período colonial e imperial surtiram efeito prático limitado ou mesmo nulo, chocando-se contra costumes muito arraigados. Aos poucos essa tendência, ditada por todo um contexto cultural em que se acreditava que os recursos naturais eram inesgotáveis e estavam no mundo para servirem ao homem, começou a mudar. Em 1911 foi criada a primeira reserva florestal no Acre; em 1921 foi instituído o Serviço Florestal do Brasil (a primeira encarnação do atual Ibama); em 1934 foi criado o Código Florestal Brasileiro, impondo limites ao exercício do direito de propriedade, regendo a exploração, conservação e recomposição das florestas, seguido de outras leis, como a Lei de Proteção aos Animais no mesmo ano, o Código Penal, de 1940, que condenou a poluição da água potável, e a Constituição de 1946, que declarou competência da União legislar sobre a preservação de recursos naturais e paisagísticos.
Nas décadas seguintes surgiu uma grande quantidade de novas regulamentações e órgãos ambientais, destacando-se a criação em 1973 da Secretaria Especial do Meio Ambiente; em 1974 o II Plano Nacional de Desenvolvimento deu sustento a várias outras leis, em 1979 foi criado o Conselho Nacional do Meio Ambiente, em 1981 foi lançada a primeira Política Nacional para o Meio Ambiente, a Constituição de 1988 dedicou um capítulo inteiro ao problema ecológico, em 1989 foi fundado o Ibama, órgão executivo responsável pela execução da Política Nacional, e em 1991 foi aprovada a Lei de Política Agrícola. Todas essas medidas naturalmente tiveram um efeito direto sobre o estado. Uma conquista recente importante foi a lei 10.650, sancionada em 2003 pelo presidente Lula, que obrigou os órgãos ambientais do governo fornecerem livre acesso a informações sobre dados consolidados, políticas, projetos, programas e estudos especializados.

### No estado

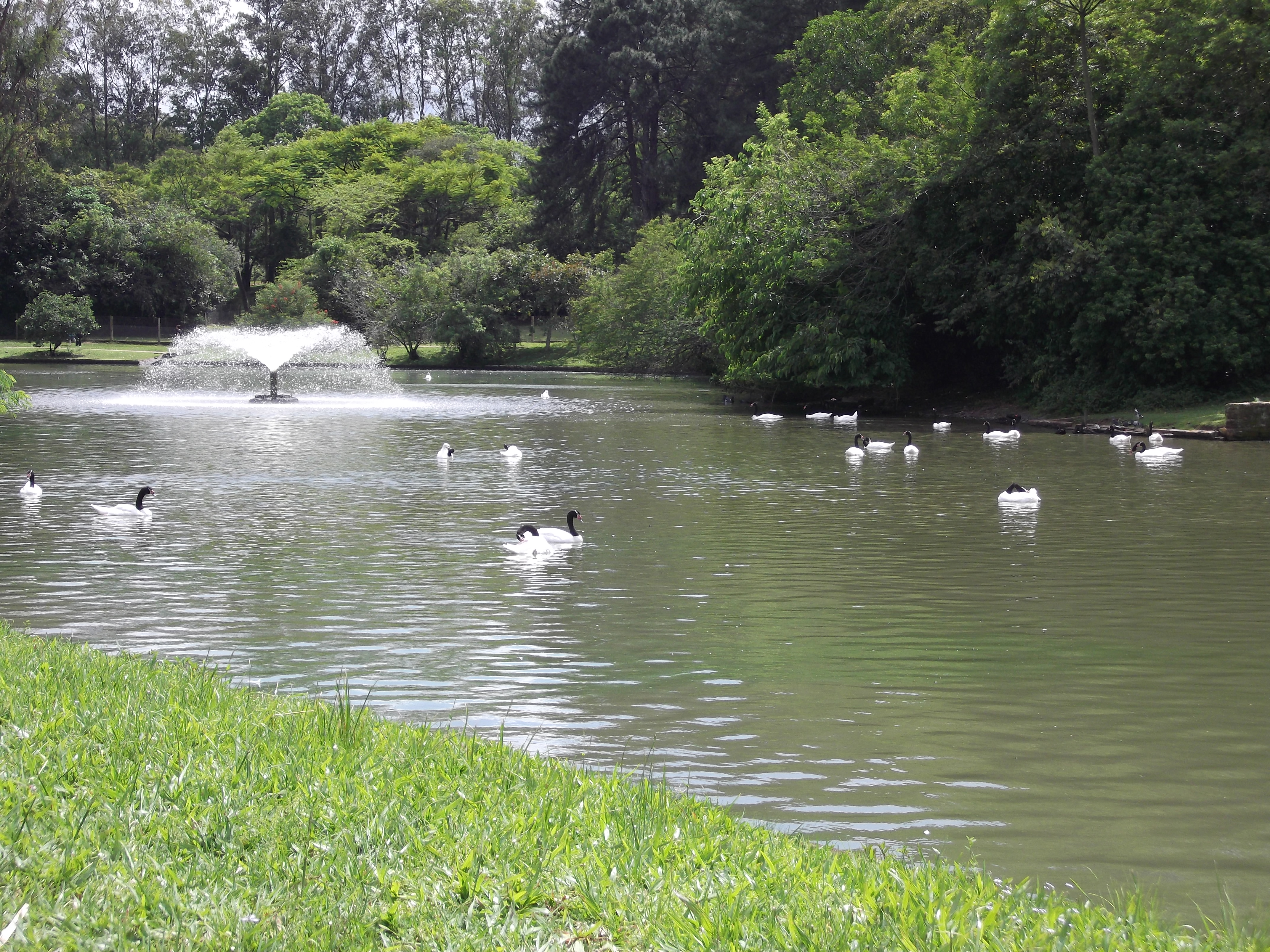
Lago no Parque Zoológico do Rio Grande do Sul

Em 1947 foi criado o primeiro parque natural do estado, o Turvo, e em nível estadual a primeira legislação foi promulgada em 1954, na forma da lei 2.434, que instituiu a obrigatoriedade de licenciamento para a construção de barragens por particulares e decretou que todas as áreas de floresta com mais de 250 ha pertencentes ao Estado fossem transformadas em parques. Pouco depois foram sendo criados alguns órgãos dedicados ao estudo e proteção do meio ambiente, como o Museu de Ciências Naturais, fundado em 1955 e que desde 1958 publica a revista Iheringia, dedicada ao estudos da flora, o Jardim Botânico de Porto Alegre, aberto em 1958, e o Parque Zoológico do Rio Grande do Sul, de 1962. Neste ínterim foi criada uma série de outras normas, incluindo o Código Florestal do Estado e o Regulamento dos Parques do Estado, ambos de 1992, mas a de mais largo escopo é o Código Estadual do Meio Ambiente, aprovado em 2000.
O governo estadual possui uma Secretaria do Meio Ambiente, à qual está vinculada uma fundação de proteção ambiental, a Fepam. Até 2020 havia outra para a conservação da biodiversidade, a Fundação Zoobotânica, quando foi extinta em meio a uma controvérsia. O trabalho dessas instituições se liga ao cumprimento da legislação, e desenvolveram um grande número de projetos de natureza ecológica, diretamente ou em integração com outras secretarias e a sociedade. O Estado pode agir em conjunto com os municípios, o governo federal e o Ibama, que administra o meio ambiente em nível nacional, incluindo atividades de fiscalização, mantendo uma superintendência em Porto Alegre, seis escritórios regionais e o Centro de Pesquisa e Gestão dos Recursos Pesqueiros Lagunares e Estuarinos.

### Áreas protegidas
Entre os vários projetos ecológicos mantidos pelo governo estão suas 22 Unidades de Conservação e um espaço de educação ambiental (Horto Florestal), que preservam uma grande diversidade de ecossistemas e espécies ameaçadas:
Também existem 23 áreas sob administração municipal cadastradas no Sistema Estadual de Unidades de Conservação: Apertado (24,2746 ha), Tancredo Neves (17,7 ha), Imperatriz Leopoldina (151,8 ha), Longines Malinowski (24 ha), Manoel de Barros Pereira (24,61 ha), Mata do Rio Uruguai Teixeira Soares (429,66 ha), Morro do Osso (127 ha), Ronda (1 200 ha), Sagrisa (402,2 ha), Sertão (590,88 ha), Sobradinho (22 ha), Tupancy (21,07 ha), Molhe Leste (30 ha), Dárvin João Geremia (2,6 ha), Lami (179,77 ha), Moreno Fortes (474,8 ha), Caraá (8 932 ha), Arroios Doze e Dezenove (2 500 ha), Lagoa Itapeva (436,99 ha), Morro de Osório (6 896,75 ha), Riozinho (10 000 ha), Henrique Luís Roessler (54,4 ha), São Bernardo (25,76 ha).

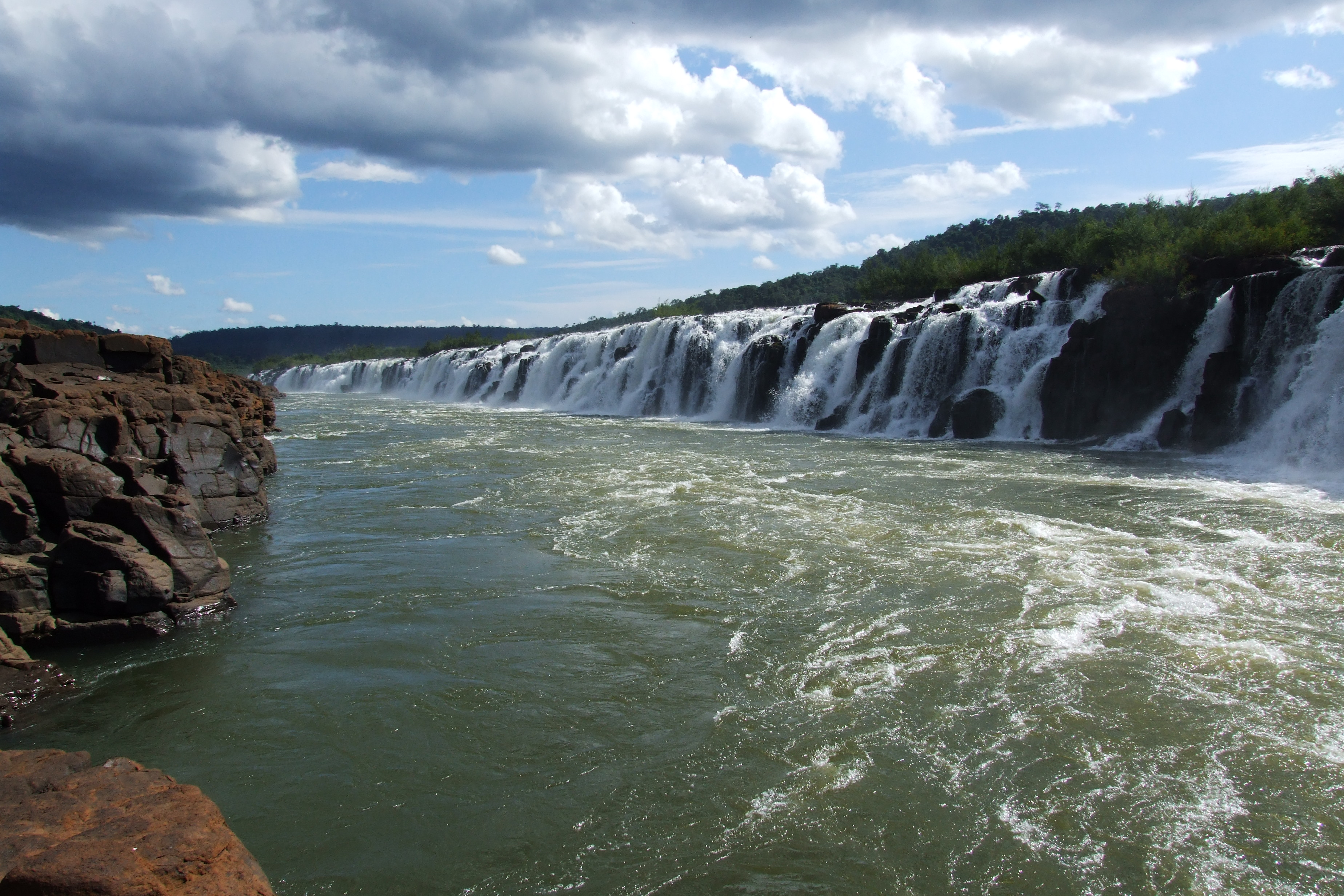
Salto do Yucumã, no Parque Estadual do Turvo

O estado possui muitas outras áreas de preservação, embora não cadastradas oficialmente no Sistema Estadual, podendo ter um caráter mais de parque turístico. Entre elas, podem ser citadas o Parque Municipal Mato Sartori, o Parque Ecológico do Faxinal, o Parque Municipal Emília Corrêa Chiapetta, a Reserva Florestal Leopoldo Alberto Baeckel e o Parque Municipal Farroupilha. Também há quarenta áreas inscritas no Cadastro Nacional de Unidades de Conservação, divididas nas seguintes categorias:
- Área de Proteção Ambiental: Ibirapuitã (3 167,9 km²)
- Área de Relevante Interesse Ecológico: Pontal dos Latinos e Pontal dos Santiagos (29,9 km²)
- Estação Ecológica: Aracuri-Esmeralda (2,77 km²), Taim (109,39 km²)
- Floresta Nacional: Canela (5,63 km²), Passo Fundo (13,34 km²), São Francisco de Paula (16,16 km²)
- Parque Nacional: Lagoa do Peixe (367,22 km²), Serra Geral (173,02 km²), Aparados da Serra (131,48 km²)
- Refúgio de Vida Silvestre: Ilha dos Lobos (1,42 km²)
- Mais 29 Reservas Particulares do Patrimônio Natural

De acordo com a lei federal 9.985/2000 as áreas de preservação integral são as Estações Ecológicas, as Reservas Biológicas, os Parques, os Monumentos Naturais e os Refúgios de Vida Silvestre. As restantes são destinadas a um manejo sustentável.

## Controvérsias e problemas atuais

### Na macroescala
Em que pese os progressos nesta área, ainda são grandes os problemas. Muitas de suas causas não são circunscritas ao estado, mas são afetadas por políticas nacionais e o contexto mundial. Tornando a situação mais confusa, como lembraram Altieri e outros autores, a controvérsia sobre os méritos do modelo ambientalista ainda permanece acesa, e frequentemente as suas propostas ainda são consideradas pouco práticas ou meros devaneios românticos e retrógrados, chocando-se contra interesses econômicos e políticos. Ambos os partidos têm encontrado porta-vozes na comunidade científica mais respeitada, havendo pouco consenso em uma variedade de assuntos cruciais. Como exemplo, para Marcelo Durão, "a expectativa é pessimista em relação à Rio+20.... as grandes corporações (são) os principais vilões da crise financeira, iniciada em 2008, e da atual crise econômica que se expande na Europa, na medida em que conseguem colocar seus interesses acima (dos interesses) do Estado..... As estratégias formuladas.... não visam, de fato, a solucionar problemas como os que estão ocorrendo no mundo, entre eles as mudanças das leis trabalhista e ambiental", considerando também uma cilada a proposta da "economia verde" programada para o encontro Rio+20, travestindo de verde políticas capitalistas ultrapassadas.

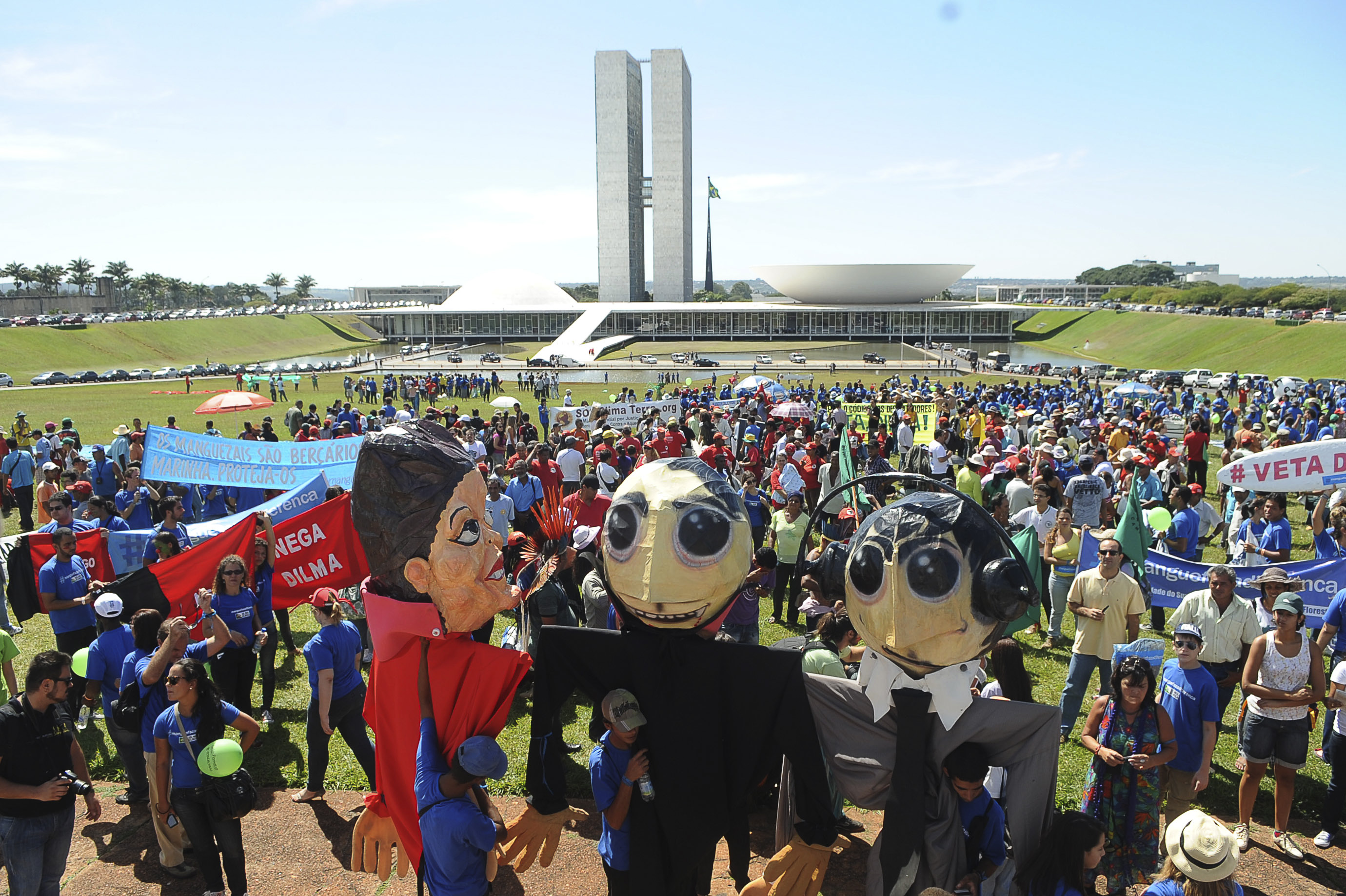
Manifestantes fazem protesto na Esplanada dos Ministérios em Brasília contra a aprovação do novo Código Florestal. Foto de Wilson Dias/Agência Brasil

A mudança no Código Florestal Brasileiro foi duramente criticada pelos setores ambientalistas, que têm apoio de entidades internacionais como o World Wildlife Fund e o Greenpeace. Para estes, já existe no Brasil uma área desmatada mas não aproveitada suficiente para aproximadamente duplicar a produção de alimentos sem derrubar mais nem um hectare de floresta. O relator do novo texto, Aldo Rebelo, foi acusado de favorecer o agronegócio e a bancada ruralista, permitindo com o novo texto a invasão de áreas intocadas e diminuindo as exigências de manutenção de reservas legais nas propriedades, mas defendeu-se dizendo que as mudanças vão beneficiar os pequenos produtores, entendendo que faltam áreas agricultáveis no país. Seus argumentos foram contestados em peso pela sociedade civil, que manifestou-se contrária ao novo Código numa proporção de 79%, e também pelos cientistas e ambientalistas, denunciando os graves retrocessos que a nova Lei desencadearia, mas a mudança foi aprovada. Desde então, uma extensa série de outras medidas vem concorrendo para a desmontagem da legislação e regulamentação ambiental, através de decretos presidenciais, atos ministeriais e reformas legislativas no Congresso Nacional, gerando duras críticas e uma vasta controvérsia pública.
Políticas econômicas que elevam a taxa de juros influem diretamente na zona rural, obrigando os produtores a se dedicarem a atividades de exploração com retorno imediato. Programas de contenção de despesas públicas também prejudicam ambiente, muitas vezes considerado área de importância secundária, e dificultam as ações de fiscalização. Tradições culturais e mitos diversos da mesma maneira interferem nos avanços. Por exemplo, cita-se a necessidade de desmatamento para abrir espaço para a agricultura e pecuária e para a geração de empregos no campo, mas pesquisas indicam que a relação não é direta. Segundo Carlos Young, "menos floresta tem sido acompanhado por menos trabalho nas áreas de mata atlântica convertidas para uso agropecuário. [...] Há uma grande desproporção entre a área ocupada pela pecuária e sua contribuição para a geração de valor. [...] O processo de desmatamento foi incapaz de gerar condições adequadas de vida para a população rural". Também alega-se que as populações em crescimento precisam de novas áreas para instalação, mas outra vez os dados objetivos não comprovam a teoria.

### Contexto local

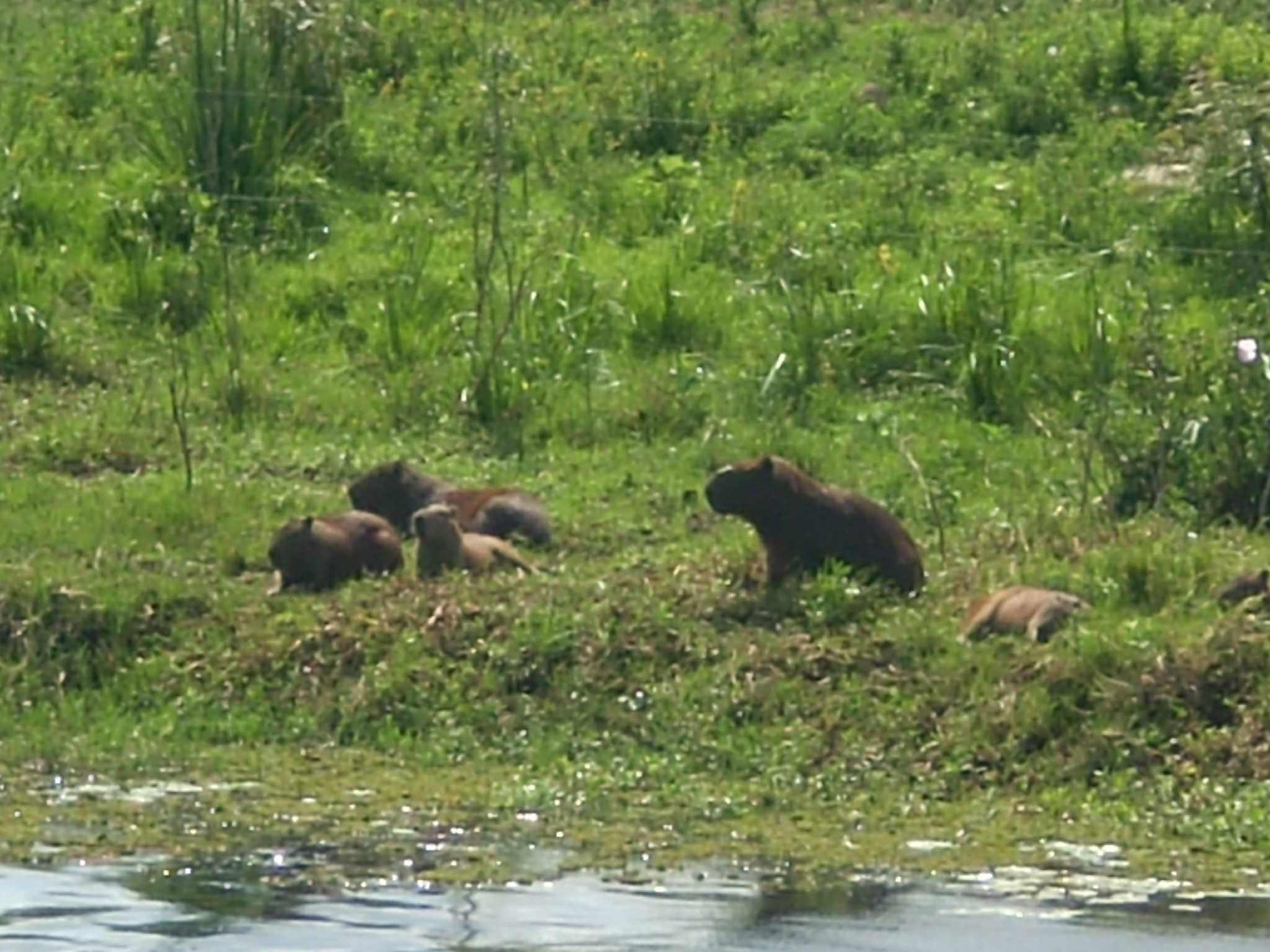
Capivaras na Reserva do Taim, junto à lagoa Mirim

No contexto local, outros exemplos são ilustrativos. Nas palavras dos acadêmicos Saito & Steinke, a indústria da celulose tem exercido forte pressão no estado e "chega com força econômica suficiente para suprimir as discussões no âmbito da conservação da biodiversidade, visto que busca ampliar sua área de plantio e conversão de celulose em papel no Brasil, Argentina e Uruguai, bem como influenciar a implantação de infra-estrutura de processamento e transporte, sobretudo de navegação". A lagoa Mirim, o segundo maior espelho de água do estado, é uma área prioritária para conservação de invertebrados, mamíferos, aves, anfíbios e répteis, mas sofre com a exploração econômica, além de estar recebendo espécies exóticas que interferem no equilíbrio do ecossistema. Também foi assinado um acordo para a criação ali de uma hidrovia, considerada prioritária para os governos do Brasil e Uruguai, que dividem sua superfície, como uma interligação estratégica na dinâmica do Mercosul, e embora se busque um desenvolvimento sustentável, um estudo de impacto ambiental do projeto revelou perspectivas sombrias. Outro exemplo do choque entre ambiente e política e economia vem da região de Torres, onde vários vereadores protestaram contra a criação do Parque de Itapeva, acusando o governo de não pagar indenizações pela desapropriação e impedir o desenvolvimento econômico da região. O vereador Carlos Alberto da Rosa disse que "criaram até uma lei para impedir os carros particulares de transitarem pela praia, porque estão preocupados com as tatuíras. [...] Ao invés de melhorar estão diminuindo a nossa cidade. Nossa cidade é turística e nunca podemos perder isto de vista". Sobre a ilha dos Lobos (área de proteção integral) disse que "é o lugar do Brasil onde tem as melhores ondas para surfar, mas está proibido surfar ali. [...] Os lobos marinhos só usam a ilha durante dois meses no ano, então por que não se entrar em acordo com os surfistas e liberar o restante do ano?"

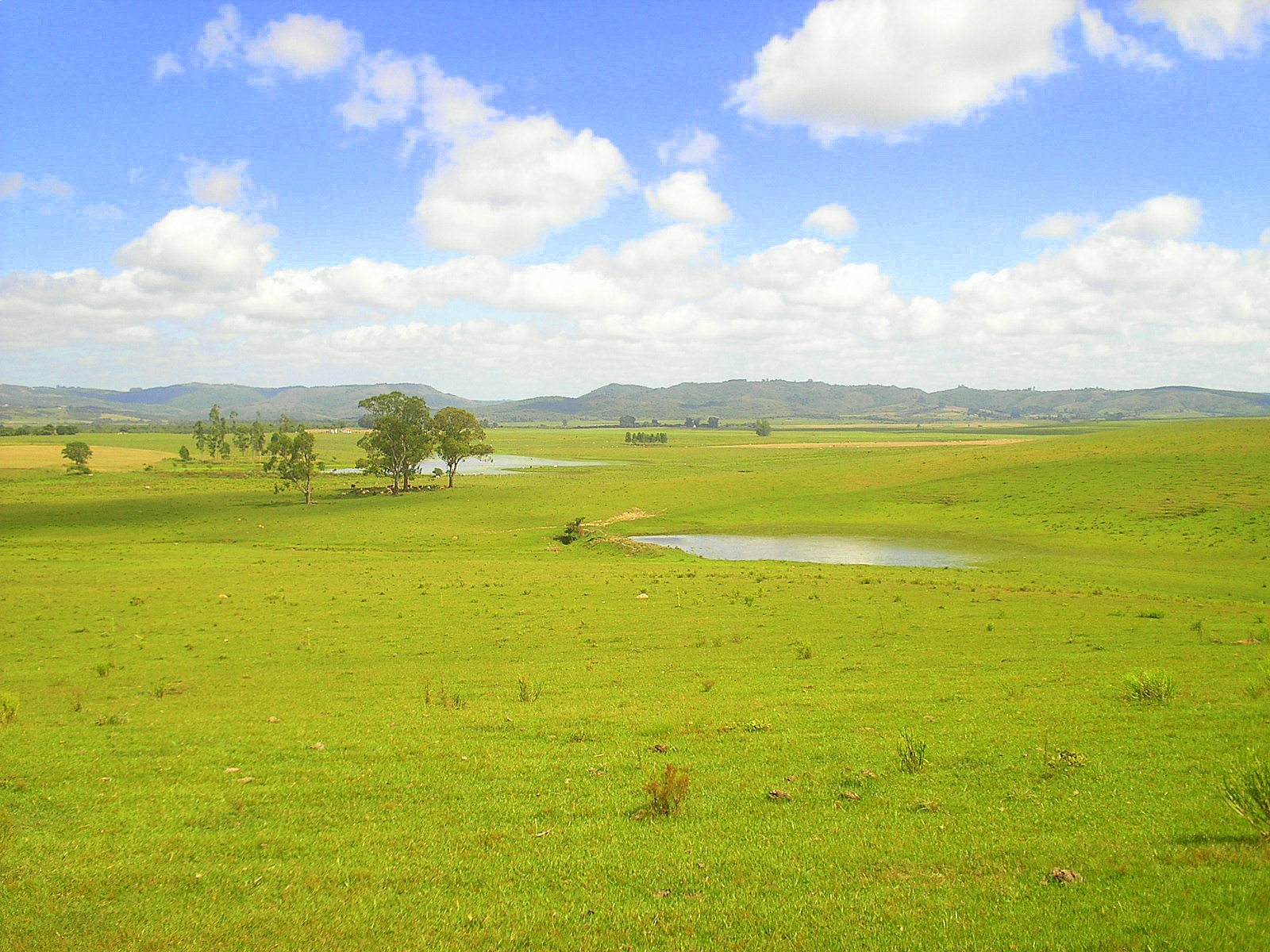
Um aspecto típico do pampa

Outro desafio grave enfrentado é a desertificação da fronteira oeste, cujos terrenos são areníticos, recebem poucas chuvas e têm por natureza cobertura vegetal mais rala, além de sofrerem com a sobrecarga de pecuária e a agricultura mecanizada. O diretor-presidente da Fundação Estadual de Pesquisa Agropecuária (Fepagro), Marcos Palombini, disse em 2006 que o estado tem 1,4 milhão de hectares propensos a desertificar, e que naquele ano 25% dessa área já estava comprometida. Ali é o domínio do pampa. Segundo o Ministério do Meio Ambiente, historicamente este bioma teve sua área diminuída em 54%, e entre 2008 e 2009 perdeu mais 331 km². Em Alegrete as perdas foram mais acentuadas. Entre as causas principais são apontadas a ocupação para rizicultura, a pecuária e o reflorestamento com espécies exóticas, como o eucalipto e pinheiro. Agressões adicionais à natureza surgem do uso inadequado dos recursos hídricos, entre eles a irrigação e ocupação de banhados para cultivo, o que em algumas regiões já causou significativa alteração no ambiente, com desaparecimento de espécies, erosão e salinização do solo, contaminações do lençol freático, propagação de doenças, veiculação de cargas tóxicas para os rios e assoreamento de seus leitos, bem como o esgotamento das fontes naturais.

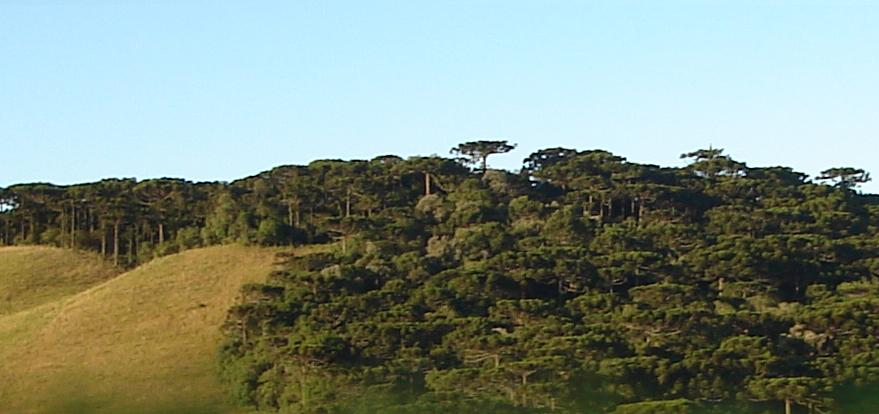
Fragmento sobrevivente de mata de araucária no interior de Caxias do Sul

Também preocupante é o desmatamento. Em 2005 um levantamento apontou que sobreviviam cerca de 975 mil hectares de florestas no estado, mas isso corresponde a apenas cerca de 7% da cobertura original. O problema aflige bastante a região serrana, onde predomina a mata atlântica, protegida pela lei. De acordo com a Fundação SOS Mata Atlântica, em 2009 os índices aumentaram 83% em relação ao período 2005-2008, mas denúncias de corte ilegal de madeira surgem em outras regiões. Para a bióloga geneticista Paula Corrêa a legislação é insuficiente e o biólogo Maury Abreu disse que a fiscalização é precária: "os órgãos governamentais geralmente se defendem afirmando que não há recursos, e isso é uma realidade. Porém, mesmo quando os recursos estão disponíveis, as fiscalizações não são efetivas. No fim, me parece que a fiscalização age exclusivamente sobre os pesquisadores, que enfrentam uma imensa bateria burocrática para conseguir trabalhar". A mata de araucária, um subtipo da mata atlântica, é um dos ecossistemas mais ameaçados, sofrendo uma devastação desenfreada no século XX por causa da indústria madeireira e da expansão da fronteira agropecuária. A espécie dominante desta mata, a araucária, está em perigo crítico de extinção, segundo a IUCN. Porém, parece haver uma tendência à redução nas taxas anuais, estimulada por novos acordos entre o IBAMA e setores produtivos, embora no cômputo final a área desmatada continue se ampliando. Entre 2012 e 2013 houve um aumento em 43% na área perdida em relação ao período anterior, num total de 142 hectares, mas entre 2013 e 2014 a área de mata atlântica perdida no estado caiu para 40 hectares. Por outro lado, como apontou Márcia Hirota, diretora-executiva da Fundação SOS Mata Atlântica, os números oficiais são enganosos e a devastação deve ser bem maior, já que no nordeste do estado, onde a mata se localiza, há um predomínio de pequenas propriedades, onde ocorrem muitas perdas de fragmentos pequenos, menores que 3 hectares, que não são considerados em virtude de limitações técnicas no sistema de monitoramento.

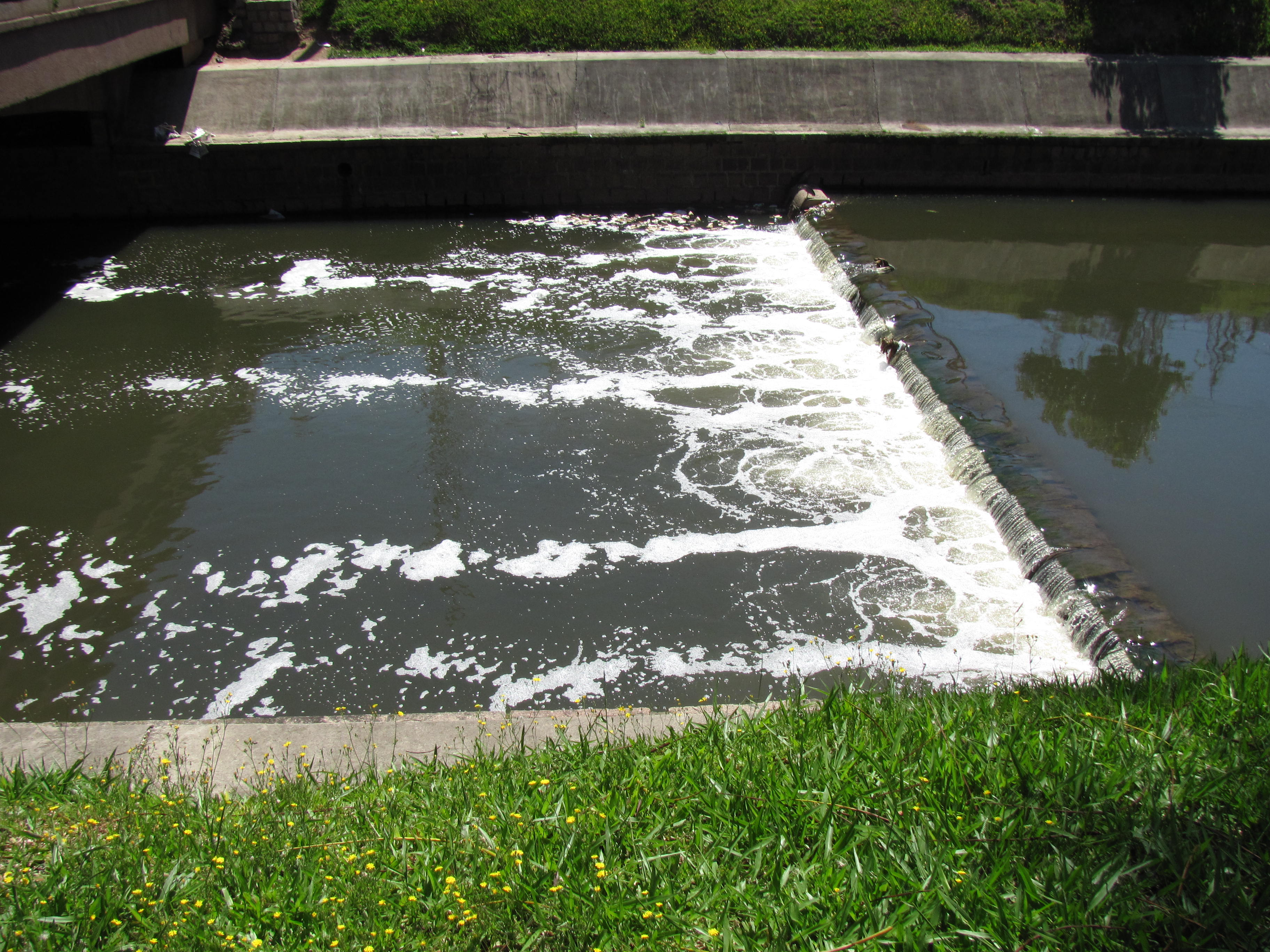
Poluição no Arroio Dilúvio, que desemboca no lago Guaíba.

A poluição tem chegado em alguns lugares a altos níveis. O estado se coloca nas últimas posições no tratamento de esgotos em todo o Brasil. Segundo a mais recente Pesquisa Nacional de Saneamento Básico, em 2008 85% dos municípios gaúchos não tratavam seu esgoto. "A situação do Rio Grande do Sul é especialmente ruim", como declarou em 2012 o presidente-executivo do Instituto Trata Brasil, Édison Carlos, mas o governo prometeu grandes investimentos para o setor a curto prazo e algumas cidades já estão desenvolvendo projetos importantes. Rios de todas as regiões são contaminados de várias outras maneiras, e mortandades de peixes no rio dos Sinos, um dos mais poluídos, não são notícia rara, sendo especialmente dramático o evento de 2006, quando a quantidade de animais que apareceram mortos foi estimada em mais de oitenta toneladas. A lagoa dos Patos, cuja vastidão a destaca no mapa do estado, é poluída pelo distrito industrial de Rio Grande e recebe a água de uma grande bacia hidrográfica, cujos rios passam por grandes cidades, incluindo a capital. O lago Guaíba canaliza toda essa água e a despeja na lagoa, que desta forma recebe poluentes diversos, entre eles óleos, lixo urbano, metais pesados, esgotos e agrotóxicos. Os problemas são agravados pelo excesso de captação, assoreamento, represamentos mal dimensionados, aterros, ocupação desordenada nas margens e drenagens, levando, na análise da Agência Nacional de Águas, a uma situação ambiental crítica.
Esta água poluída, além de ser nociva para a fauna e a flora, é a mesma que é consumida por uma grande população de Porto Alegre e região metropolitana. Embora passe por tratamento e o governo assegure que a água distribuída é boa, ela ainda assim tem sua potabilidade comprometida pela permanência de mau sabor e mau cheiro, que geram reclamações dos consumidores. Em épocas de estiagem o problema piora muito. Para o professor da Unisinos Marco Antonio Hansen, "as empresas concessionárias de água fazem verdadeiras mágicas para deixar a água em condições 'potáveis' ", considerando a alta poluição dos mananciais brutos. Em 2012 Porto Alegre obteve o pior resultado numa pesquisa sobre a qualidade da água entre dezesseis das maiores capitais brasileiras, acusando alta concentração de cafeína, substância indicadora de contaminação por mais de quinhentos outros compostos químicos potencialmente perigosos para a saúde humana, cujos efeitos ainda são pouco conhecidos e sobre os quais ainda não existe legislação normativa. A qualidade do ar tem preocupado na capital e região metropolitana, em Caxias do Sul e em Rio Grande, causada pela indústria e pelo elevado número de veículos circulantes, embora recentemente o Estado tenha realizado um diagnóstico da situação com vistas a um melhor manejo.
Contrabando de animais silvestres, caça e pesca ilegais, barreiras técnicas e metodológicas, tradições culturais arraigadas e denúncias de ilicitude administrativa constituem outros desafios dignos de atenção. Também aqui existe legislação normativa, mas violações e abusos podem ocorrer a qualquer momento. O governo estadual, municípios, polícias e o Ibama se conjugam no controle e realizam muitas ações repressivas efetivas, mas as reclamações sobre falta de recursos para uma atuação plena são crônicas.

#### O aquecimento global

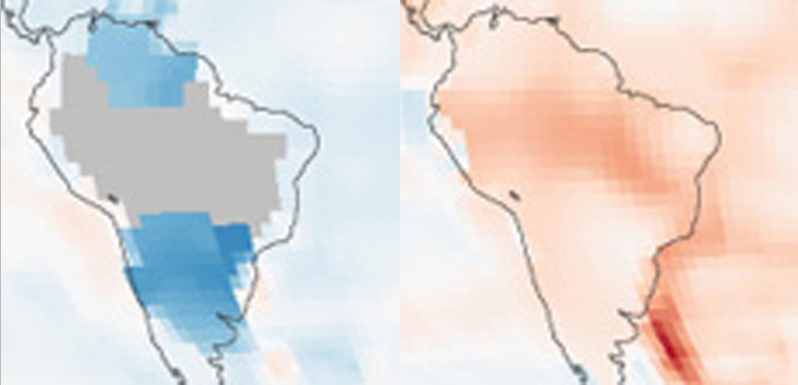
Temperaturas na década de 1880 e 1980, comparadas à média no período entre 1951 e 1980. O interior do Brasil não tem muitos dados disponíveis no século XIX, gerando mais incerteza, mas nas áreas cobertas por medições as diferenças são bem visíveis. O gráfico é um recorte de uma estimativa global produzida pela NASA.

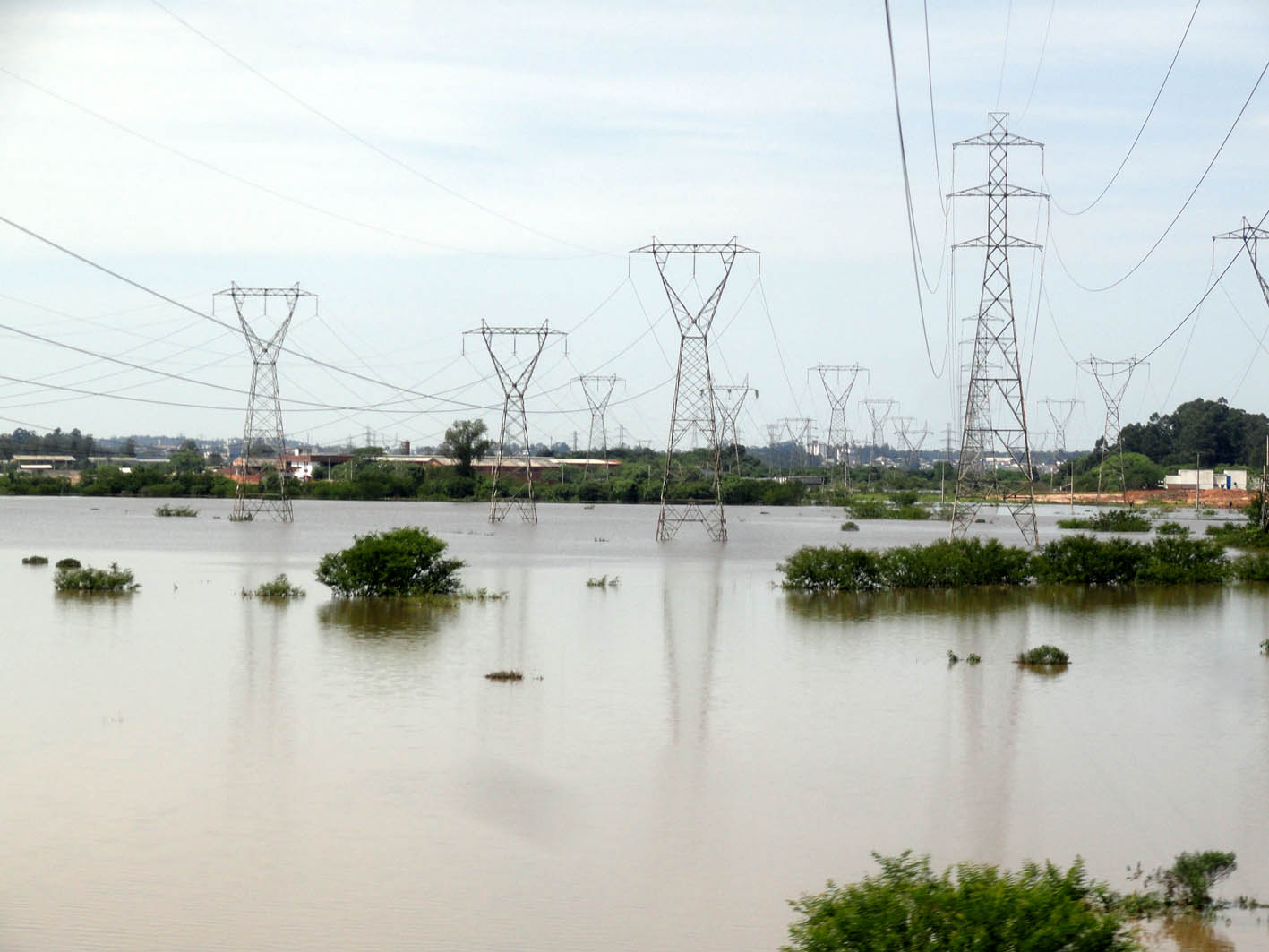
Enchentes de outubro de 2015 na região de São Leopoldo, causadas por uma sucessão de dias de chuvas torrenciais em todo o estado, levando vários rios ao transbordamento.

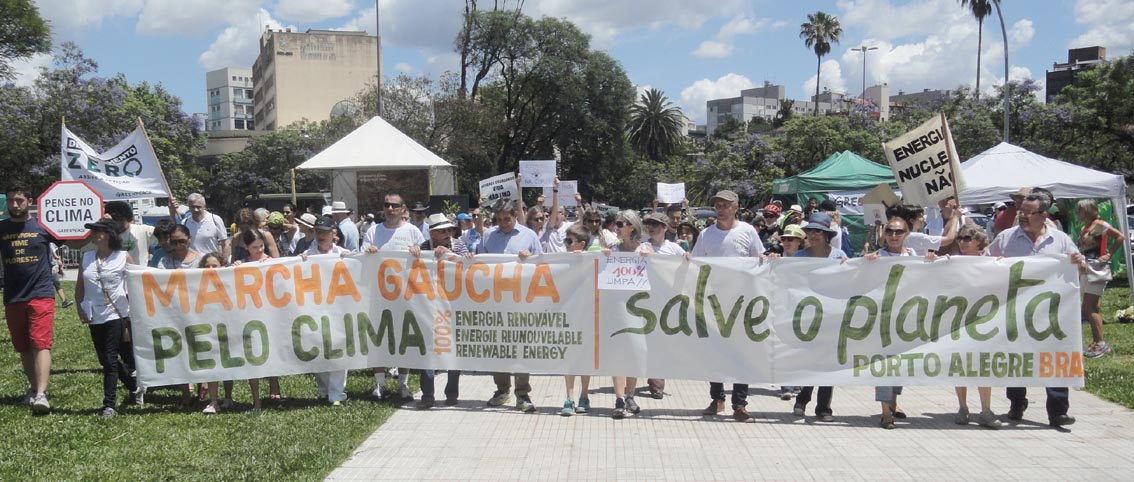
Marcha Gaúcha pelo Clima, Porto Alegre, 2015.

O aquecimento global é outro fator de importante influência no contexto ambiental do estado. O fenômeno deriva da continuada agressão à natureza produzida pela emissão de gases estufa, originados principalmente da queima de combustíveis fósseis, do desmatamento e do desperdício de alimentos, entre outras causas. Desde meados do século XIX a temperatura global aumentou em média 0,78 °C quando comparada às médias dos períodos 1850–1900 e 2003–2012. Apesar de ser uma elevação aparentemente pequena, de fato tem produzido reações no meio ambiente em uma vasta escala. Este aquecimento médio de menos de um grau tem sido o bastante para desencadear um rápido derretimento em todos os gelos do mundo, e causar a elevação do nível dos mares, a perturbação no padrão dos ventos e das chuvas, a extinção de espécies, um enorme custo econômico e social e a perda de milhões de vidas humanas a cada ano, além de uma infinidade de outras consequências diretas e indiretas. Porém, o aquecimento não ocorre de maneira uniforme em todas as regiões do planeta, e tampouco seus efeitos, que podem apresentar grandes variações regionais.
Segundo as projeções do Primeiro Relatório de Avaliação Nacional sobre Mudanças Climáticas, elaborado pelo Painel Brasileiro de Mudanças Climáticas, o maior estudo até agora realizado sobre o problema da perspectiva brasileira, até 2040 na região do Pampa as chuvas devem se intensificar de 5% a 10% e a temperatura média da atmosfera deve se elevar até 1 °C. Essas tendências devem se agravar ao longo do século XXI, podendo-se chegar no final do período com um aquecimento atmosférico de 2,5º a 3 °C e chuvas de 35% a 40% acima do normal. Na área coberta pela Mata Atlântica, até 2040 as projeções indicam aumento de temperatura entre 0,5º e 1 °C, com intensificação nos padrões de chuva em torno de 5% a 10%. Para o fim do século a temperatura deve se elevar de 2,5º a 3 °C e as chuvas devem ficar entre 25% a 30% mais intensas. Variações ainda imprevisíveis, mas esperadas, nos fenômenos do El Niño e La Niña, que exercem grande impacto sobre o clima estadual, devem acrescentar outros condicionantes de mudança ambiental. Há o risco especial de que os episódios de chuvas torrenciais se tornem mais intensos e frequentes, aumentado o problema das enchentes periódicas que afligem várias regiões do Rio Grande do Sul e muitas zonas urbanizadas, e provavelmente devem afetar de maneira adversa os sistemas produtivos. A subida do nível do mar e a erosão costeira devem afetar as populações litorâneas, provocando migrações e destruição de estruturas construídas pelo homem junto às praias, e aumentando o risco diante de tempestades.
As previsões de médio e longo prazo acima descritas representam uma grande ameaça. Os biomas e ecossistemas dependem de condições climáticas estáveis para sobreviver, e muito raras são as espécies que têm capacidade de se adaptar na velocidade em que as mudanças estão acontecendo. Em função dessas importantes alterações ambientais, espera-se um grande impacto negativo sobre a biodiversidade estadual. Como toda a economia depende de alguma forma dos recursos naturais, as consequências econômicas e sociais negativas da alteração climática, do declínio na biodiversidade e da degradação dos ecossistemas devem ser proporcionais.

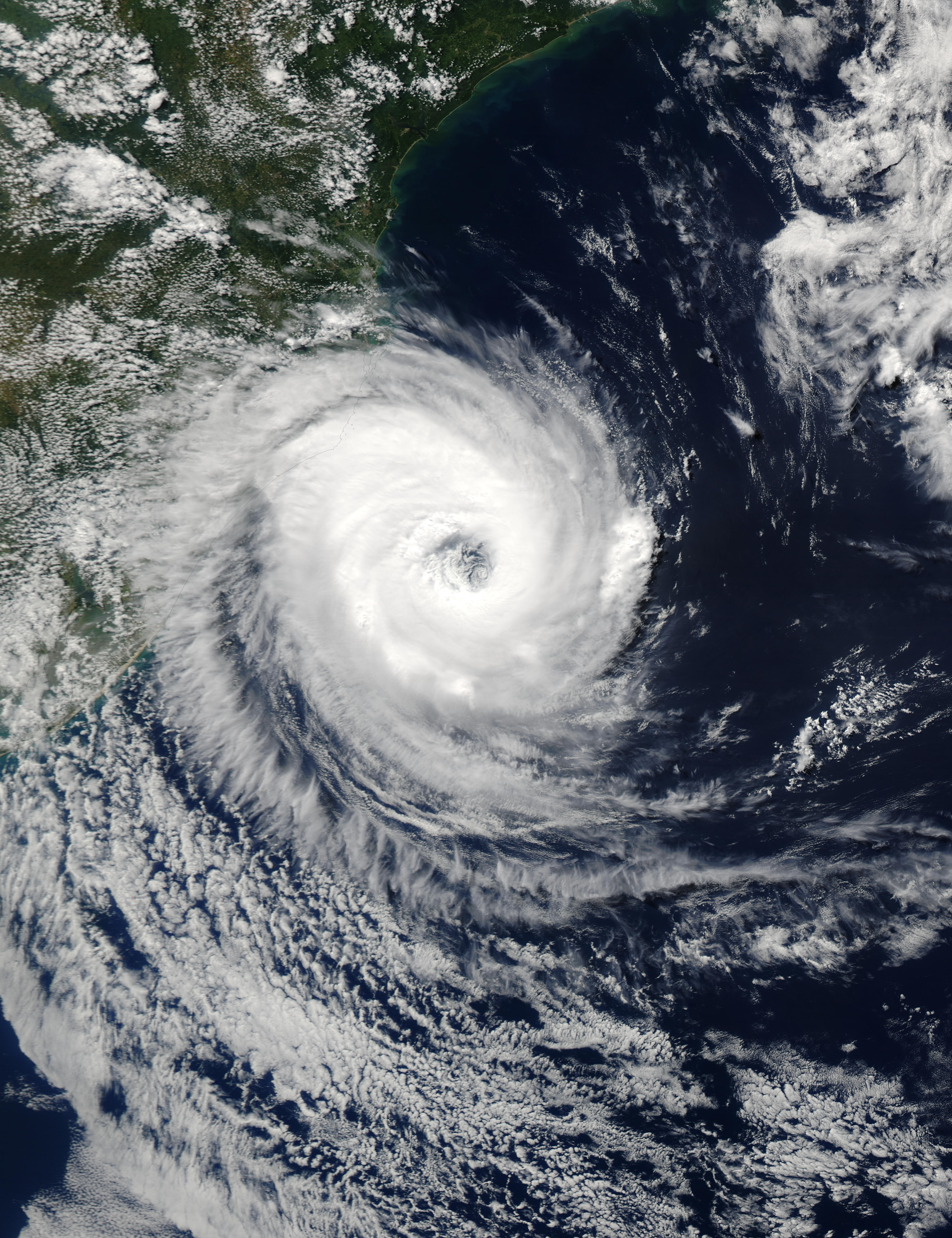
Foto de satélite do ciclone Catarina em 2004, o primeiro fenômeno deste tipo registrado no Oceano Atlântico Sul. Com o desequilíbrio climático e o aquecimento oceânico, há possibilidade de que outros possam ocorrer. O furacão afetou o litoral sul de Santa Catarina e, em menor intensidade, o litoral norte do Rio Grande do Sul. Provocou inundações, mais de 25,8 mil casas foram danificadas e 993 outras foram destruídas. Três pessoas morreram e 33,1 mil ficaram desabrigadas. 40% da safra de arroz da região foi perdida e 14 municípios entraram em estado de calamidade pública. Os danos totais foram estimados em 850 milhões de reais só no estado de Santa Catarina. No verão de 2014 outro ciclone, embora menos grave, novamente afetou a região de Torres, que já sofrera com o Catarina.

O aquecimento global não é uma teoria nem uma perspectiva de um futuro longínquo, mas é uma realidade concreta e inequívoca e já se faz sentir de variadas maneiras em todo o mundo, e também no Rio Grande do Sul. De acordo com Moacir Antonio Berlato, agrometeorologista da Universidade Federal do Rio Grande do Sul, a média das temperaturas mínimas no estado entre 1913 e 1998 já se elevou em 1,4 °C, foi observado um aumento no número de ondas de calor, a redução no número de dias com geadas severas e maior número de dias com temperaturas extremas; o número de dias seguidos sem chuva está diminuindo, o número de dias com precipitação consecutiva está aumentando em todas as estações do ano, e as estações estão sendo descaracterizadas. Tempestades destruidoras, tornados, inundações e secas devem aumentar em número e em intensidade.
Para Francisco Aquino, chefe do Departamento de Geografia da Universidade Federal do Rio Grande do Sul, o estado não está preparado para manejar situações de catástrofe climática. É ilustrativo o caso do ano de 2009, quando repetidas chuvas fortes, vendavais e quedas de granizo ao longo de dois meses causaram, segundo a Defesa Civil, um prejuízo de mais de 4,5 bilhões de reais em todo o estado, incluindo danos para a agricultura, as redes de energia, estradas, prédios públicos e residências particulares, superando em mais de seis vezes a projeção de investimentos do Governo com recursos do Tesouro e em 3,6 vezes o orçamento para o ano. Em outubro de 2015 novos episódios de tempo severo, com chuva forte, vendaval e granizo, atingiram 95 cidades e 26 delas decretaram situação de emergência, afetando mais de 130 mil pessoas e deixando oito mil desabrigados. Cerca de 530 mil clientes ficaram sem energia elétrica, 22 estradas estaduais foram interrompidas e em Porto Alegre o lago Guaíba atingiu o maior nível em 74 anos. Santa Maria registrou 335 milímetros de precipitação em oito dias. O excesso de água encharcou as lavouras e provocou sérios prejuízos à agricultura. Em alguns locais os ventos chegaram a 130 km/h, derrubando árvores e estruturas e destelhando casas, e o granizo destruiu plantações e danificou grande número de residências. Três pessoas morreram. Este foi apenas um dos vários eventos semelhantes que marcaram o inverno gaúcho deste ano. O problema se repete todos os anos com maior ou menor intensidade e deve se agravar no futuro, pois o volume de precipitações anuais já aumentou 8% em relação à média entre 1945 e 1974, e a tendência é de aumentar ainda mais significativamente nos próximos anos. 
Como as mudanças impostas no clima pelo aquecimento global são irregulares, ao mesmo tempo em que as enchentes estão se agravando, estão sendo registradas nos últimos anos as piores secas da história. Nos últimos 50 anos a temperatura média no estado se elevou em 0,6 °C. Nas últimas duas décadas, a cada dez safras, quatro sofrem quebra devido à estiagem. Na seca de 2004/2005, a maior dos últimos 50 anos, o prejuízo foi recorde, chegando a 3,64 bilhões de reais, e 451 municípios do estado entraram em situação de emergência ou estado de calamidade. Em 2014 Porto Alegre teve o verão mais quente da sua história. Diz Berlato que "na agricultura da Região Sul o aumento da temperatura mínima vai certamente ocasionar redução de rendimento de culturas como o milho e o trigo. O aumento da temperatura também vai prejudicar ou reduzir as áreas aptas para as culturas ditas de clima temperado que exigem frio como é o caso de algumas frutíferas (macieira, pessegueira)". A tendência é de que as secas se tornem ainda mais frequentes e mais graves. As mudanças climáticas também prejudicam os animais polinizadores, como as abelhas e mamangavas, das quais dependem muitas culturas agrícolas, como as frutíferas e a soja.
As secas também têm prejudicado muito os sistemas de abastecimento de água para consumo humano. O governo em 2022 começou a articular planos para a criação de açudes, perfuração de poços artesianos e outras medidas, mas as políticas públicas são fracas e descontínuas. Muitas vezes os sucessivos governos estabelecem regras que contradizem as anteriores, a tendência é a criação de soluções paliativas cada momento, sem um plano de manejo de longo prazo, criando uma situação de insuficiência e ineficiência crônicas. O estado foi pioneiro na legislação sobre o manejo das águas na década de 1990, mas desde então as leis vem sendo desmanteladas, os comitês de bacias foram removidos dos debates e decisões e recursos para barragens não foram aplicados. Segundo o geólogo Sérgio Cardoso, presidente do Comitê de Gerenciamento da Bacia Hidrográfica do Rio Gravataí, "as legislações e medidas para água e irrigação construídas desde os anos 1990 foram esquecidas", e os planos recentes "são 'para inglês ver' e para 'passar a boiada' na legislação ambiental".
Jefferson Cárdia Simões, glaciólogo e professor do Instituto de Geociências da UFRGS, afirmou que a incidência de doenças endêmicas está aumentando significativamente, como por exemplo a dengue. Diz o pesquisador que uma elevação de 1,5 °C na temperatura média do Rio Grande do Sul já seria suficiente para incluir o estado na zona de endemismo permanente da doença. Ondas de calor extremo fazem sofrer especialmente as crianças e os idosos, e as inundações problematizam seriamente as questões de saneamento básico, que em muitos locais estão em condições críticas, sendo a origem de outras doenças. Doenças emocionais e mentais também devem aumentar na população em função do desequilíbrio climático, como estresse e depressão.

#### Aspectos políticos e institucionais
Os setores institucional e político do estado, no que refere ao ambiente, estão em crise crônica há muitos anos, pondo a perder grande parte dos frutos do pioneirismo rio-grandense na área ambiental. A falta de linhas claras e consistentes de ação se refletiu na nomeação de oito secretários de meio ambiente entre 2002 e 2009 e na redução do papel de referência nacional do Rio Grande do Sul na área das políticas ambientais. Em 2012 os funcionários da Fepam, a fundação estatal de proteção ao meio ambiente, "em Assembleia de Crise", denunciaram publicamente o estado precário de funcionamento da instituição, dizendo que "devemos levar o fato ao conhecimento da sociedade, pois, aparentemente, o governo está tentando abafar a gravidade da situação. [...] O que nos choca é que o fato praticamente não repercute na sociedade e imprensa em geral. Como se tudo estivesse funcionado bem. Ou pior ainda, como se o Sistema fosse absolutamente dispensável". Entre as dificuldades enfrentadas, foram citadas a falta de veículos para a realização das vistorias de campo, equipamentos obsoletos, redução importante no intercâmbio técnico com outros estados, Governo Federal e agências internacionais, falta de pessoal qualificado, grandes pressões para acelerar processos de licenciamento e o descrédito público da instituição. A Assembleia Permanente de Entidades em Defesa do Meio Ambiente do Rio Grande do Sul (Apedema/RS), que congrega 37 organizações preservacionistas, incluindo a Agapan e a Fundação Gaia, juntou-se aos protestos da Fepam, encaminhando ao governador um documento condenando "a atual conjuntura de crise política e institucional da administração ambiental do Governo do Estado". Para a Assembleia, ocorria o desmantelamento da Secretaria de Meio Ambiente, demonstrando-se "ausência de uma vontade política do governo em manter aberto o principal canal de técnica e política da sociedade na área ambiental". E acrescentou:

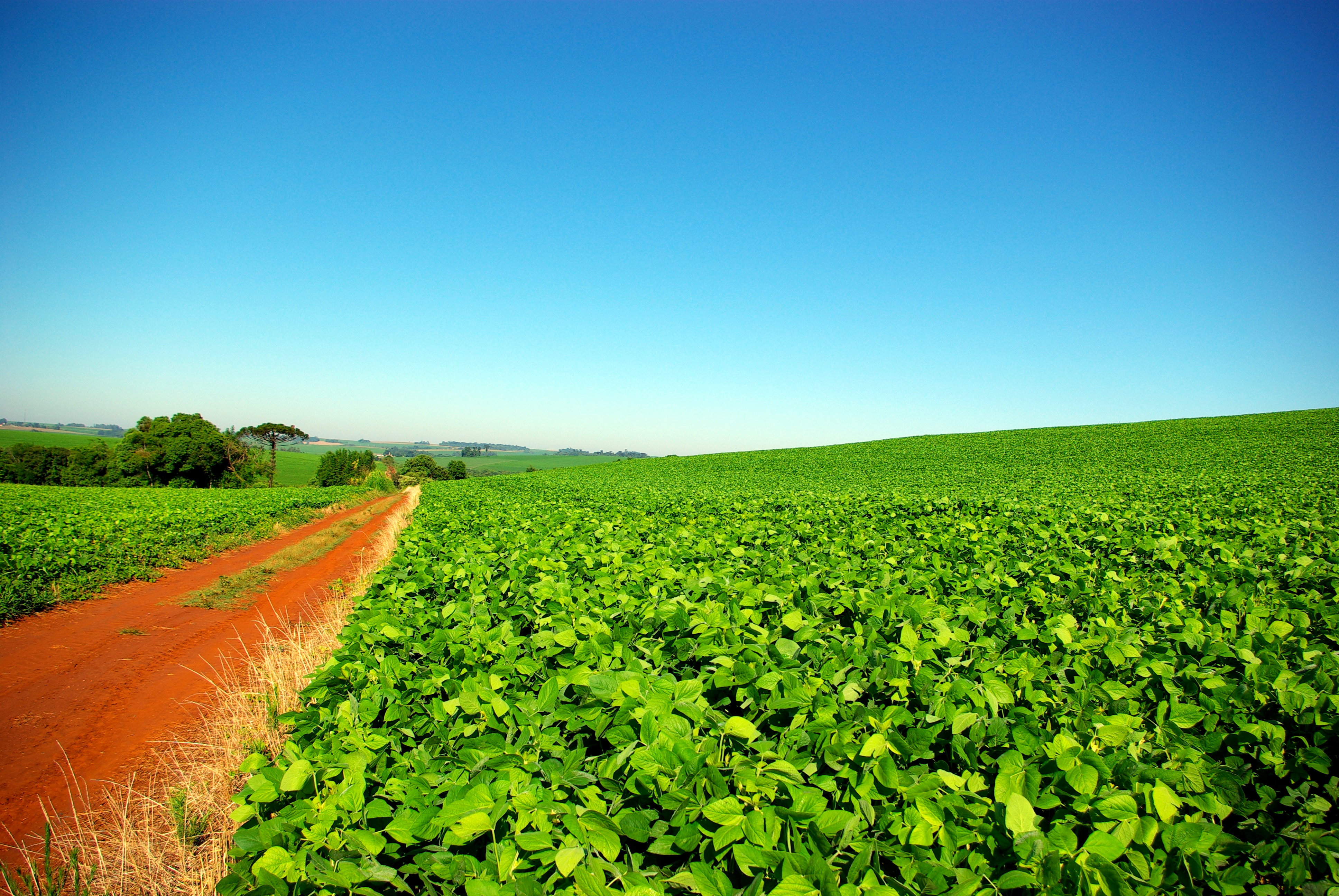
Grande plantação de soja no interior do estado.

"Lamentavelmente, depois de quatro décadas de emergência do paradigma ambiental, o projeto de desenvolvimento vigente no estado do Rio Grande do Sul permanece na contramão da história, promovendo uma infraestrutura insustentável e ambientalmente obsoleta, além de não estar trazendo, de fato, uma melhor qualidade de vida aos cidadãos do Rio Grande do Sul. Assim, verificamos que se continua a investir em uma matriz energética ultrapassada e de alto impacto socioambiental (carvão mineral, hidrelétricas); em um modelo agrícola exportador de commodities (soja, arroz, celulose, tabaco etc.), baseado no uso intensivo de agrotóxicos e de transgenia; na primazia do setor automotivo que prioriza o uso de automóveis individuais, associados à obsolescência planejada, em detrimento dos transportes coletivos, entre outros problemas. [...] O atual governo não pode ser totalmente responsabilizado pela situação calamitosa em que se encontram os órgãos públicos responsáveis pelo atendimento da demanda ambiental, (nem pela) ausência de políticas públicas nesta área. No entanto, constatamos que esta situação de retrocesso crescente e cumulativo, iniciada em governos anteriores, atualmente atinge o seu ápice".
Em 2013 a crise entrou em uma nova fase, quando a Polícia Federal desarticulou uma grande rede de corrupção que agia no estado, envolvendo políticos, empresários, técnicos e funcionários públicos, e que, mediante suborno, facilitava o licenciamento ambiental de empreendimentos desconsiderando exigências previstas em lei, favorecendo especialmente imobiliárias em Porto Alegre e no litoral norte do Rio Grande do Sul, bem como projetos de mineração. Na operação, chamada Concutare, cujas investigações iniciaram em 2012, receberam mandatos de prisão inclusive o secretário do meio ambiente do estado, Carlos Fernando Niedesberg, o ex-secretário Berfran Rosado e o secretário municipal de Porto Alegre, Luiz Fernando Záchia, além de mais 15 pessoas. Os envolvidos foram acusados de praticar crimes contra o meio ambiente, contra a administração pública e lavagem de dinheiro. Além disso, entre 2009 e 2012 não foi julgado nenhum processo de crime ambiental no estado devido à desativação das juntas de julgamento de recursos. Em vista disso, em 2015 o Ministério Público ajuizou ação em que pedia o ressarcimento aos cofres públicos dos prejuízos derivados das 2.451 multas não cobradas e a condenação por improbidade administrativa dos três ex-secretários estaduais atuantes no período em que as juntas estiveram inoperantes: Giancarlo Tusi Pinto, Berfran Rosado e Jussara Cony.
Embora o momento atual seja difícil em termos estruturais e haja deficiências patentes em muitos aspectos, o governo tem realizado ações e implementado projetos de proteção ambiental. O ex-governador, Tarso Genro, por atos e palavras, expressou várias vezes seu interesse pela questão. A ex-secretária estadual do Meio Ambiente, Jussara Cony, poucos meses antes da crise na Fepam se tornar pública, havia dito que o governo está sintonizado com os problemas ambientais e estava agindo: "A visão tradicional de que o meio ambiente é um obstáculo ao desenvolvimento econômico envelheceu. Precisamos fazer desenvolvimento com preservação e responsabilidade. Estamos construindo uma nova visão, promovendo a educação ambiental para mudar o comportamento dos gestores e consumidores".

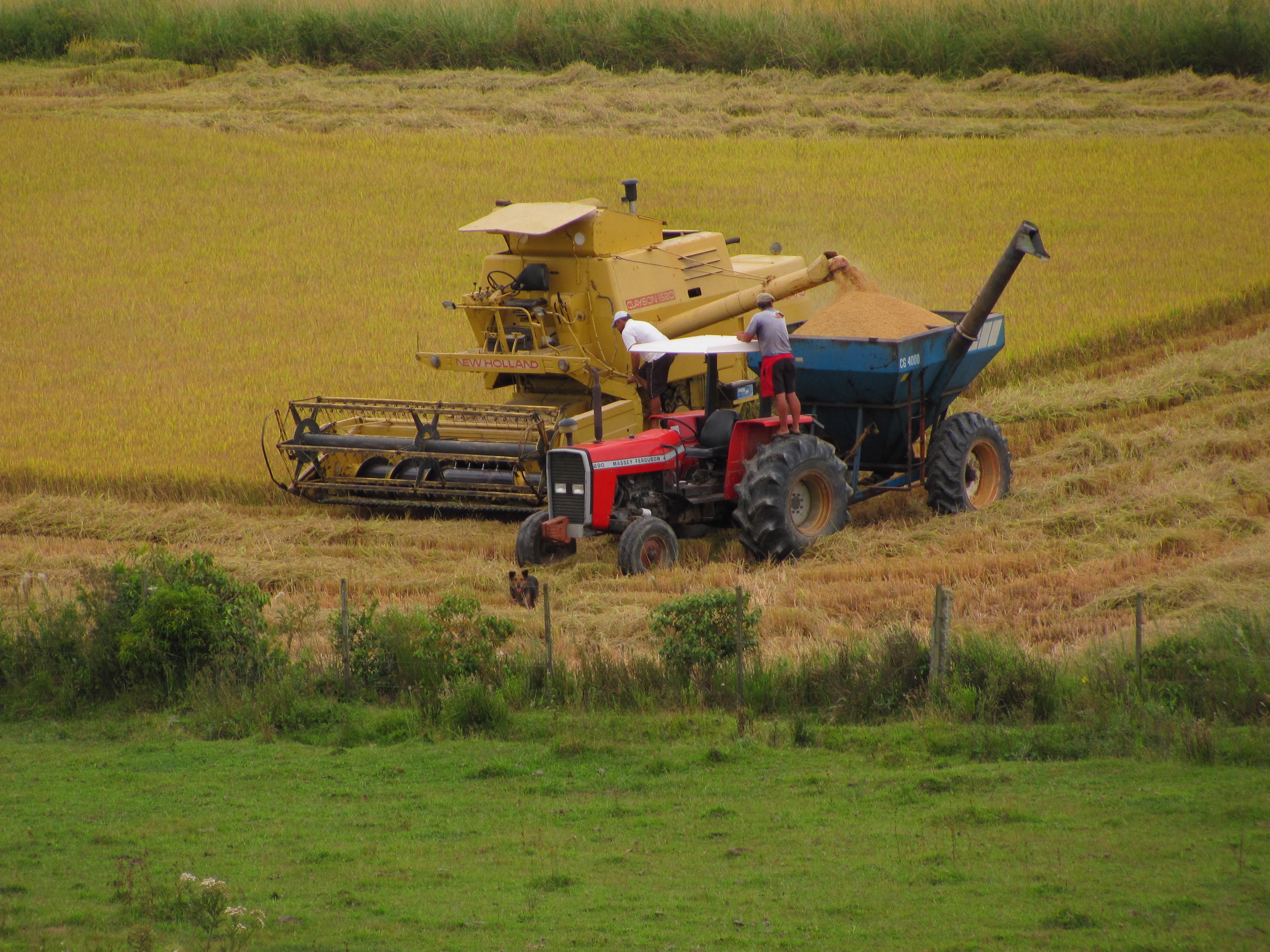
Colheita de arroz em Mariana Pimentel.

José Ivo Sartori, governador empossado em 2015, sinalizou que o meio ambiente é um aspecto importante em sua política de governo, mas afirmou que é preciso conciliar natureza com o crescimento econômico, defendendo o agronegócio, um dos maiores vilãos na óptica dos ambientalistas mas uma das principais bases da economia gaúcha. Poucos meses depois de assumir formalizou o Cadastro Ambiental Rural, um registro obrigatório de todas as propriedades rurais, onde se descrevem suas características físicas e ambientais e seu uso, prevendo-se que este mecanismo melhore o monitoramento, diminua a burocracia e auxilie no controle das agressões ao meio ambiente. Neste cadastro devem estar descritas também as zonas de preservação. O projeto recebeu a aprovação da ministra da Agricultura, Kátia Abreu, que tem sido duramente criticada pelos ambientalistas, e o professor da UFRGS Valério Pillar referiu temores de que a pressão do poderoso agronegócio acabe sobrepujando os interesses ecológicos, dizendo: “Uma parcela majoritária do setor ruralista defende que áreas agrícolas do Pampa que vem sendo usadas há muito tempo não precisam restaurar a reserva legal (20% de vegetação nativa). O fato de essas áreas serem de uso rural consolidado não significa que elas tenham deixado de ser vegetação nativa. Elas não podem ser isentadas de pedido de licenciamento para a expansão da agricultura”.
Em 2016 foi aprovado o Projeto de Lei 145, que alterou a gestão do Fundo Estadual do Meio Ambiente e introduziu mudanças na conceituação de floresta nativa e áreas de silvicultura, gerando protestos e uma ação judicial pela Associação de Servidores da Secretaria do Ambiente e Desenvolvimento Sustentável, a Associação de Funcionários da Fundação Estadual de Proteção Ambiental e a Associação dos Funcionários da Fundação Zoobotânica, apontando inconstitucionalidade e acusando o governo de ferir diversas competências e procedimentos "consolidados há muitos anos nos órgãos de meio ambiente do Estado", ignorar as restrições do Zoneamento da Silvicultura e prejudicar a política de recuperação de áreas degradadas, podendo causar "prejuízos irreparáveis ao meio ambiente".

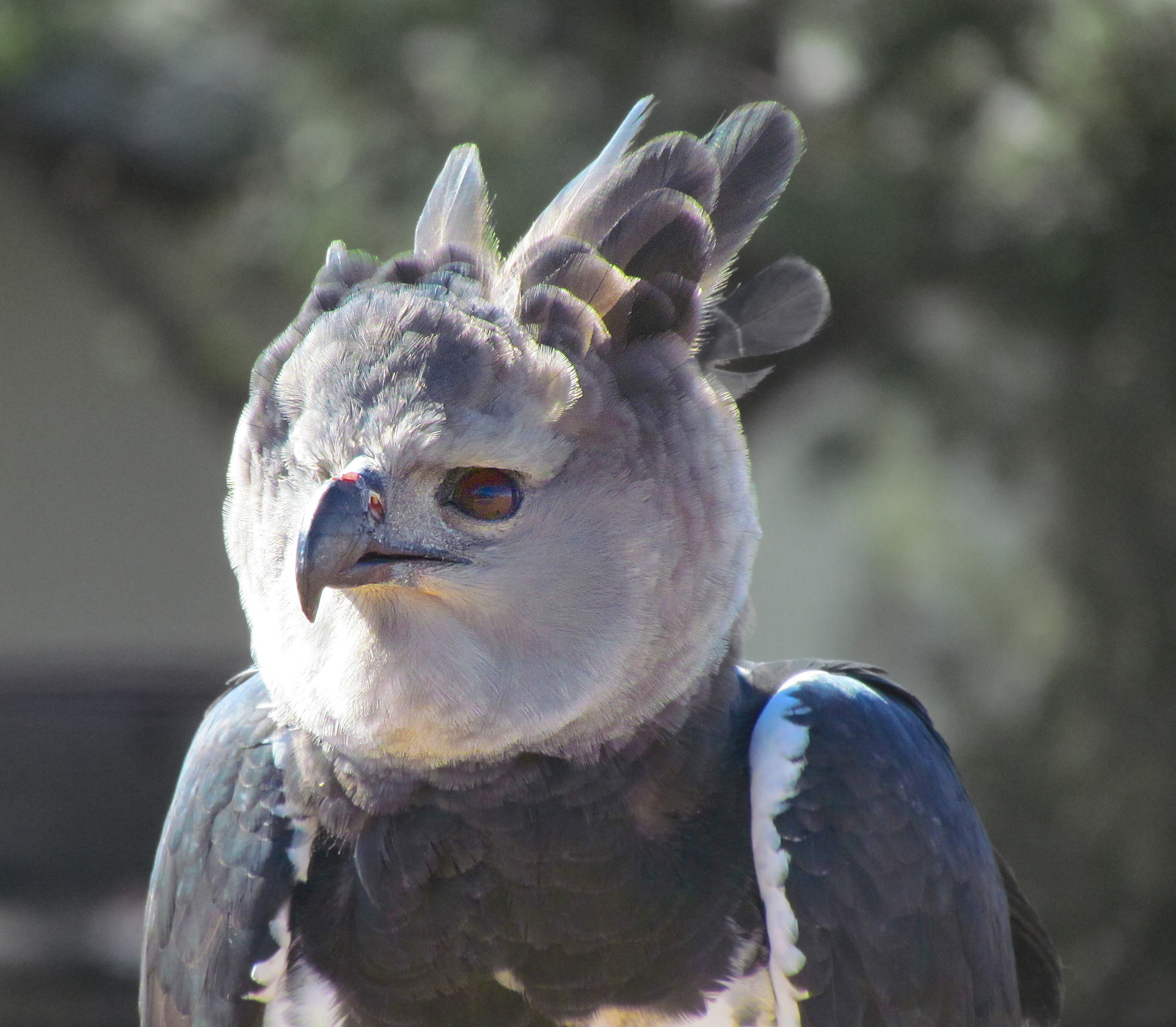
Exemplar de Harpia harpyja, espécie provavelmente extinta no estado.

Não há notícia de nenhuma política estadual específica para a prevenção e adaptação ao aquecimento global e para a mitigação dos seus efeitos, embora em 2015 a Fepam tenha lançado o Ciclo de Debates sobre as Mudanças Climáticas. O grande corte orçamentário que o governador promoveu é tido como outra ameaça potencial ao ambiente, desmantelando ainda mais uma estrutura institucional há anos precária. A escolha da secretária do Meio Ambiente, Ana Pellini, foi outro motivo de apreensão, e antes mesmo de sua posse a indicação foi considerada um desastre por nove entidades ambientalistas, que entregaram uma carta de protesto, citando que quando Pellini administrou a Fepam entre 2007 e 2009 a Justiça recebeu muitas denúncias de irregularidades em licenciamentos ambientais, e temem "uma avalanche de retrocessos". Também gerou protestos e preocupação a intenção declarada de se explorar comercialmente as 23 Unidades de Conservação existentes no estado, através de concessões à iniciativa privada. Para Gabriel Ritter, diretor do Departamento de Biodiversidade da Secretaria do Meio Ambiente, as UC "estão sendo muito pouco utilizadas". Na audiência pública que debateu o assunto, o deputado Altemir Tortelli criticou o projeto: “Talvez, a maioria da população não esteja ciente do que está em jogo, da gravidade dos pré-anúncios que vêm sendo feitos pelo governo Sartori. Isso significa a desconstrução de instrumentos fundamentais para a pesquisa científica e o meio ambiente no Estado. Trata-se de uma estratégia mercantil que ameaça jogar na lata de lixo uma história de décadas”, e a deputada Manuela d'Ávila apontou para a falta de informações sobre a política global de Sartori para o meio ambiente: "Nós vivemos um ambiente de suspense permanente. Não estamos debatendo nada de concreto, pois, até aqui, não sabemos o que o governo pretende". O conhecido ambientalista e ex-secretário municipal do Meio Ambiente de Porto Alegre, Caio Lustosa, foi ainda mais incisivo, alertando que as concessões desta espécie são vetadas pela Constituição estadual, e criticou a secretária atual como completamente inadequada para sua posição: "Essa senhora nunca teve nenhuma militância ambiental. É uma estranha no ninho, uma agente do capital colocada dentro do governo".

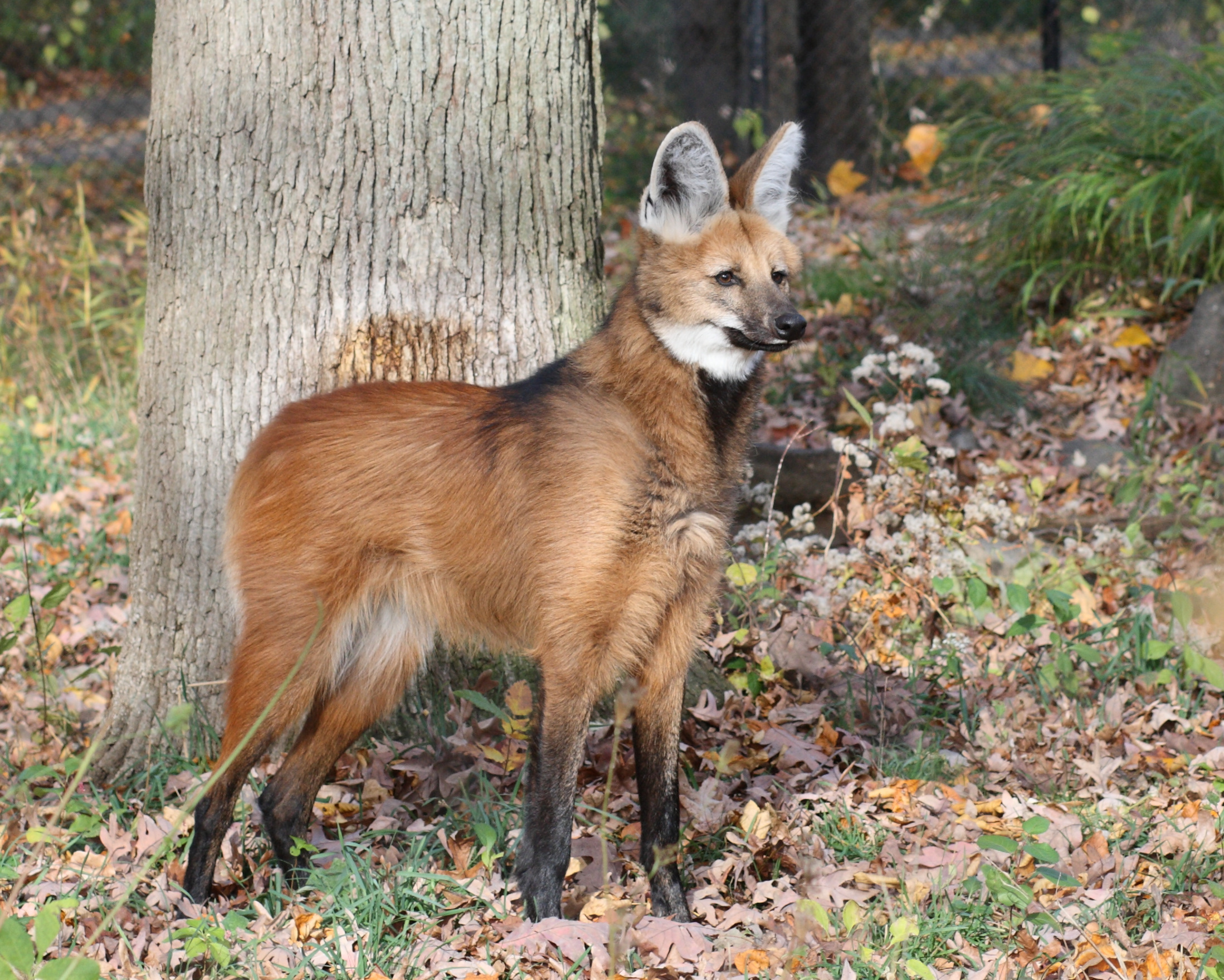
Lobo-guará, em perigo crítico de extinção no estado

Também polêmica foi a extinção da Fundação Zoobotânica do Rio Grande do Sul (FZB), dentro do plano de enxugamento da máquina administrativa para economizar recursos. A Fundação era a responsável pela manutenção do Parque Zoológico do Rio Grande do Sul, do Museu de Ciências Naturais e do Jardim Botânico de Porto Alegre, que são importantes centros de pesquisa e possuem valiosos acervos de material genético e espécimens de estudo. A Fundação também realizava avaliações de impacto ambiental, produz soro antiofídico, desenvolvia programas educativos e elaborava a lista de espécies ameaçadas do Rio Grande do Sul. A própria secretária do Meio Ambiente reconheceu que a proposta era daninha aos interesses públicos, afirmando que "o projeto é ruim e temos que rever essa posição. [...] Realmente, o projeto como está não tem a menor condição de contribuir em nada para o serviço público", e o deputado Altemir Tortelli, do grupo que discorda da extinção, disse: "Não podemos aceitar que o [Palácio] Piratini simplesmente acabe com uma instituição que é fundamental para a pesquisa científica e a preservação da biodiversidade no Rio Grande do Sul. [...] O governo Sartori quer, em trinta dias, que a Assembleia decida pelo fim de uma instituição que tem mais de 40 anos de história, repleta de contribuições para a ciência e o meio ambiente. Não vamos aceitar esta aberração". A extinção da FZB acabou sendo suspensa temporariamente por determinação do Tribunal de Justiça do Estado, até que o caso seja reavaliado. Em 2018 quatro entidades ambientalistas entraram na Justiça com uma ação contra Sartori, Pellini e o ex-presidente da FZB, Luiz Fernando de Oliveira Branco, por dano ambiental e negligência na conservação do patrimônio público, focada no desmantelamento do cactário da FZB, onde se preservam espécies ameaçadas, algumas delas com menos de 500 indivíduos na natureza. Ainda em 2018 o governador emitiu decreto que enfraqueceu a legislação sobre os agrotóxicos, contestado pela Assembleia Permanente de Entidades em Defesa do Meio Ambiente do Rio Grande do Sul por retirar a base legal que havia para indeferir aprovação dos produtos que não têm registro no país onde o seu princípio ativo foi sintetizado.
Outra medida que desencadeou polêmica foi a fusão da Secretaria de Meio Ambiente com a de Infraestrutura no governo de Eduardo Leite, que foi criticada pela Agapan como "um enorme retrocesso na gestão ambiental do Estado", principalmente pelo conflito de interesses entre as duas áreas. O Instituto Gaúcho de Estudos Ambientais declarou que o estado com essa fusão corre o risco de sofrer um "apagão ambiental", apontando "um quadro ambiental negativo e negligenciado por vários governos, principalmente o governo do Estado antecessor, onde houve retrocessos tremendos, via leis, decretos e portarias com profunda fragilização do setor técnico da área ambiental”.
Em 2020 o governador Leite conseguiu aprovação na Assembleia Legislativa de uma nova redação do Código Estadual do Meio Ambiente, alterando 480 pontos da legislação anterior, praticamente revogando-a inteira, sem passar pela Comissão de Saúde e Meio Ambiente e com apenas um debate público. Foram alterados, por exemplo, o sistema de administração das áreas protegidas, criando uma situação jurídica nebulosa; foram suprimidos os processos técnicos de licenciamento ambiental, permitindo agora o autolicenciamento dos pleiteantes por simples declaração, sem passar por nenhuma análise técnica; deixou sem definição as regras para manejo das áreas de preservação permanente; foi dada dispensa dos estudos prévios de impacto ambiental para empreendimentos governamentais de âmbito estadual e municipal; foram permitidos vários usos do solo no pampa sem necessidade de autorização do órgão ambiental; desobrigou o estado de manter bancos de germoplasma e desobrigou as empresas emissoras de poluentes atmosféricos prejudiciais à população de adotarem medidas de controle . Foi suprimido todo o capítulo que regulamentava o manejo das áreas de uso especial. Além disso, a nova lei revogou 13 artigos do Código Florestal gaúcho, permitindo o corte de várias espécies de árvores, suprimindo as regras de manejo das matas nativas, e revogando a Lei nº 12.995, que assegurava o acesso público aos processos administrativos do Sistema Estadual de Informações Ambientais e a diversas outras informações. O texto recebeu várias críticas por erros técnicos e jurídicos, inconsistências e pela grande fragilização da legislação protetora. Segundo o secretário estadual de ambiente, Artur Lemos, o objetivo da reforma foi modernizar a lei e, enquanto quer proteger o ambiente, pretende também tornar o estado um local mais atraente para investimentos econômicos e aproximá-lo dos outros mercados.
Por outro lado, a falta de educação da população sobre o problema ambiental de modo geral, e como isso se reflete em sua qualidade de vida, desempenha um grande papel em toda essa situação de crise crônica. Ao mesmo tempo, já foi consagrada, tanto na Constituição brasileira como na legislação estadual, a noção de que não se deve esperar tudo do governo, e que as pessoas precisam se engajar na mudança de hábitos e filosofias de vida, já que a problemática atual representa o reflexo cru e verdadeiro dos valores e prioridades da sociedade. Disse o biólogo Sidney Grippi que "não pode haver conservação nem preservação ambiental sem a educação, pois esta constrói no indivíduo e na coletividade uma consciência de mudança de comportamento e atitudes, que visam priorizar o meio ambiente". Para as pesquisadoras Scheren & Ferreira, a mudança de paradigmas socioculturais-ambientais "é apenas uma questão de educação.... a população está receptiva para a nova política ambiental, requerendo apenas trabalho e investimento na área".

#### Espécies ameaçadas

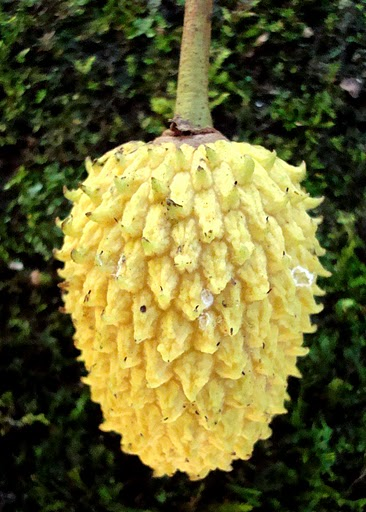
Fruto da Rollinia sericea, em perígo crítico no Rio Grande do Sul

Todos os desequilíbrios e agressões ao meio ambiente antes apontados têm um impacto direto e funesto sobre a biodiversidade gaúcha. O governo publicou oficialmente entre 2002 e 2003 uma extensa lista de espécies ameaçadas, atualizada em 2014, onde constam centenas. Na flora, entre as classificadas como "provavelmente extintas" no estado, estão Eupatorium angusticeps, Senecio heteroschizus, Collaea speciosa e várias outras. Entre as 73 "criticamente em perigo" estão Duguetia lanceolata, Guatteria australis, Rollinia sericea, Xylopia brasiliensis, Geonoma gamiova, Hysterionica pinnatiloba, Echinopsis eyriesii. e Gymnocalycium buenekeri.
Na fauna, que tem 280 espécies ameaçadas, estão "provavelmente extintas" em âmbito estadual, por exemplo, Crypturellus noctivagus, Harpyhaliaetus coronatus, Harpia harpyja, Falco deiroleucus, Penelope superciliaris e Lophornis magnificus. A categoria de "criticamente em perigo", é representada, entre outras, por Strix virgata, Baryphthengus ruficapillus, Dendrocincla turdina, Automolus leucophthalmus, Phibalura flavirostris, Sporophila hypoxantha, Chrysocyon brachyurus e  Panthera onca.
Entre as inúmeras espécies endêmicas do estado, diversas também estão ameaçadas, significando que seu desaparecimento as erradicará em escala global. São exemplos os animais Cnemidophorus vacariensis, Austrolebias nigrofasciatus e sete espécies de Cerambycidae. Nos vegetais, são ameaçados Calea kristiniae, Vernonia constricta, Dyckia agudensis e Erythroxylum substriatum, e outros cujas populações conhecidas não contam com mais do que um punhado de indivíduos, como Eugenia dimorpha e Mimosa rocae.